# Biserica de lemn din Vărzăroaia

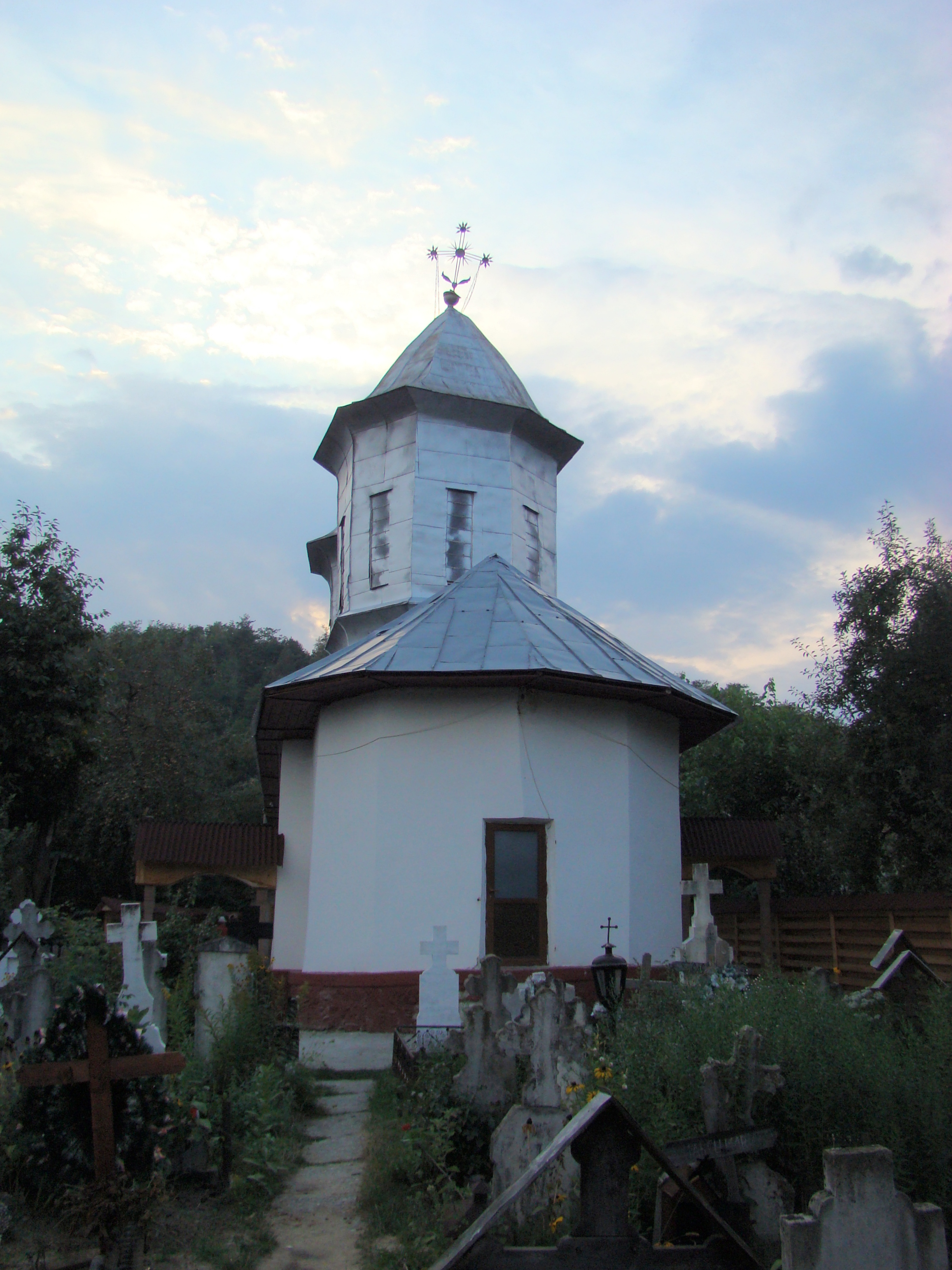
Biserica de lemn „Duminica Tuturor Sfinților” din Vărzăroaia, județul Argeș, foto: august 2013.

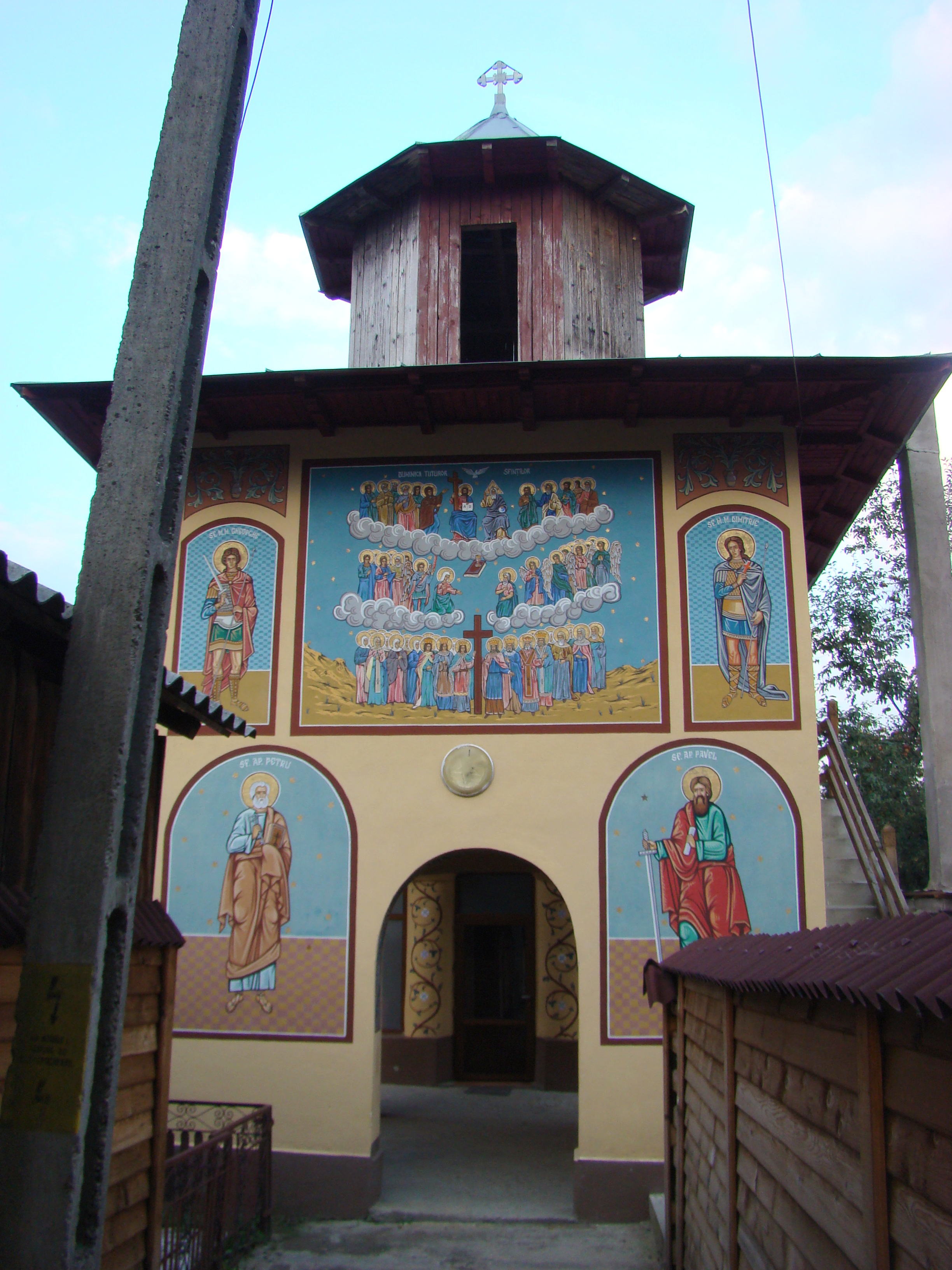
Biserica de lemn „Duminica Tuturor Sfinților” din Vărzăroaia, județul Argeș, foto: august 2013.

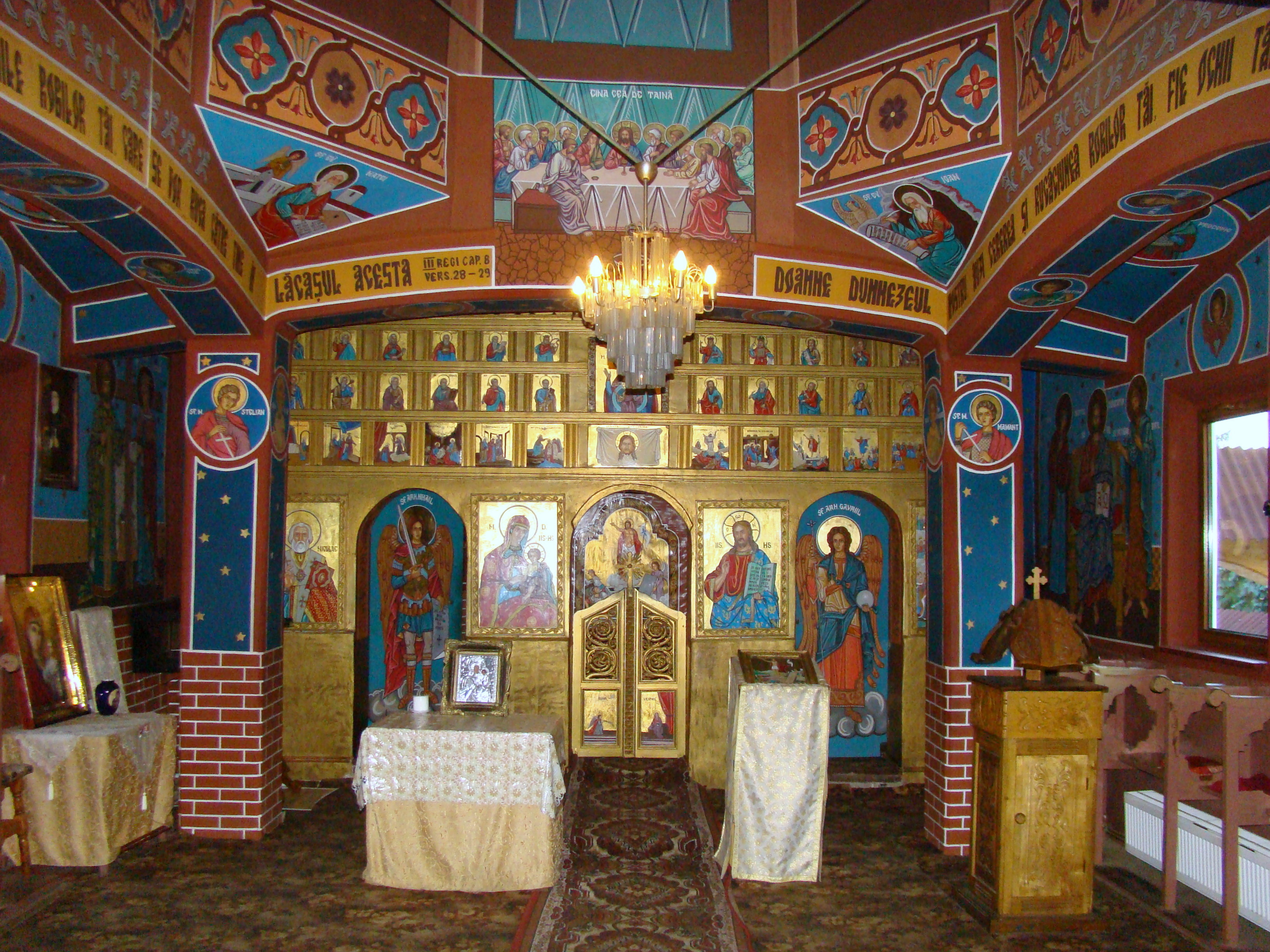
Nava spre iconostas

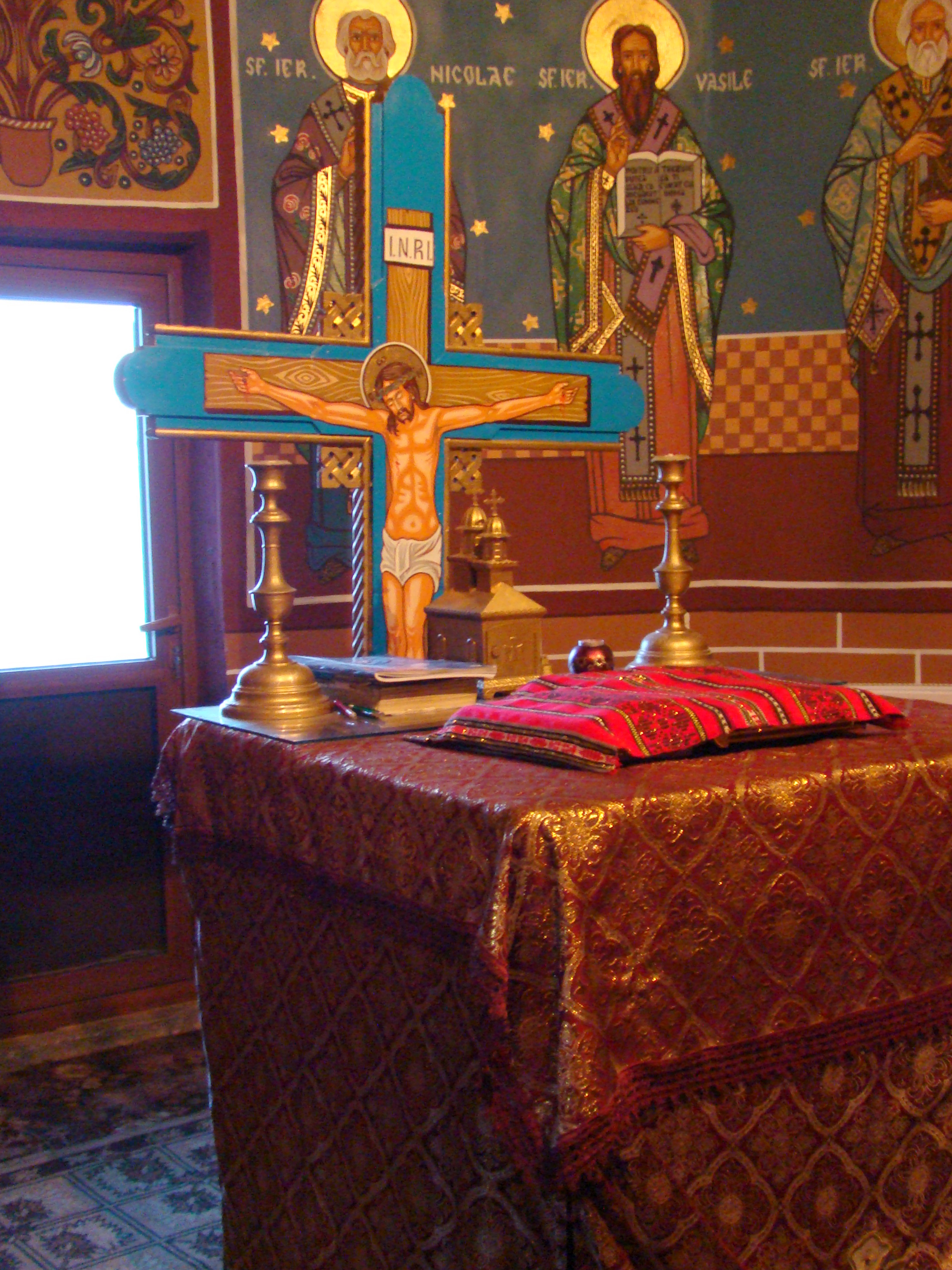
Masa altarului

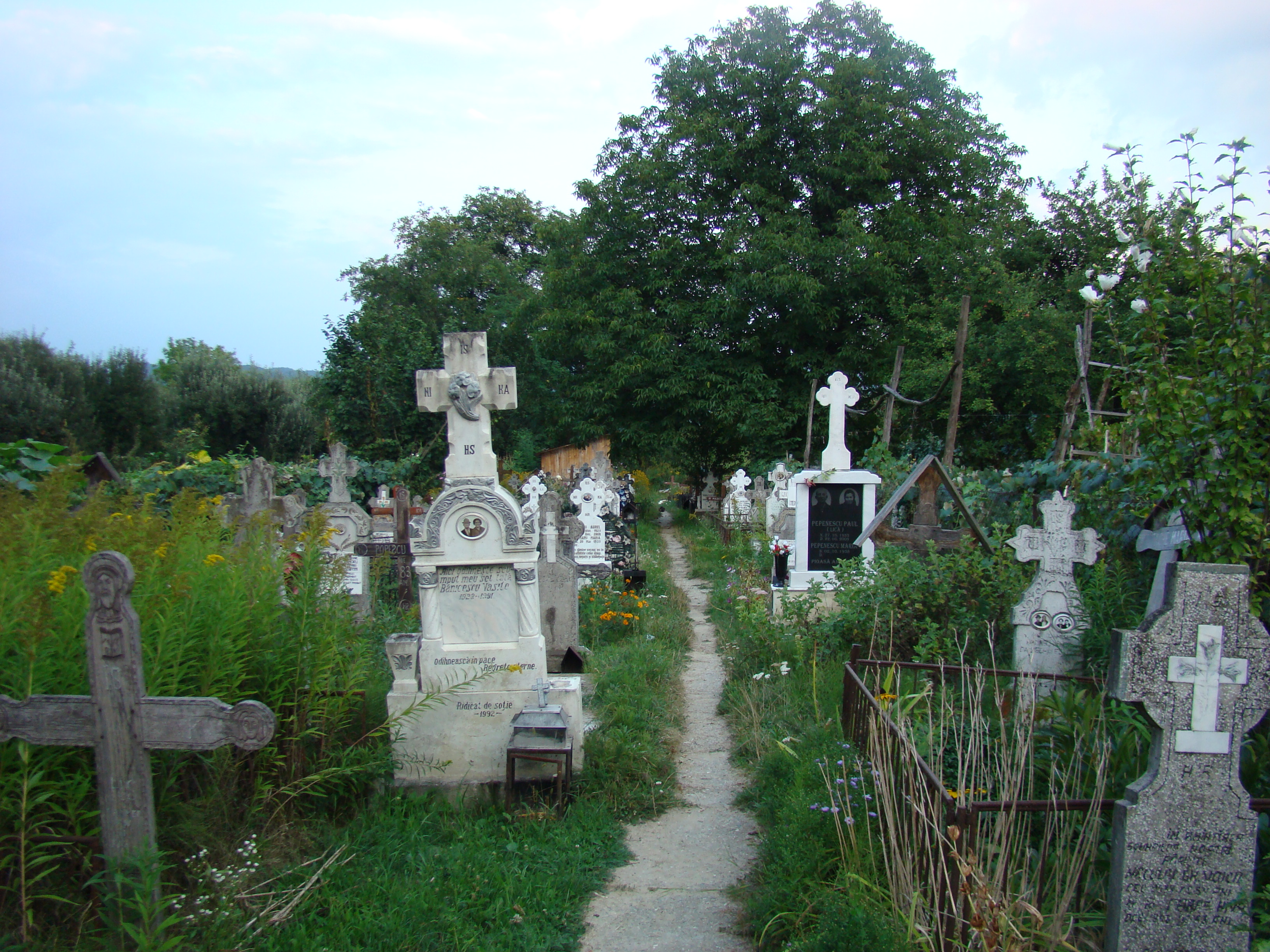
Cimitirul bisericii din Vărzăroaia

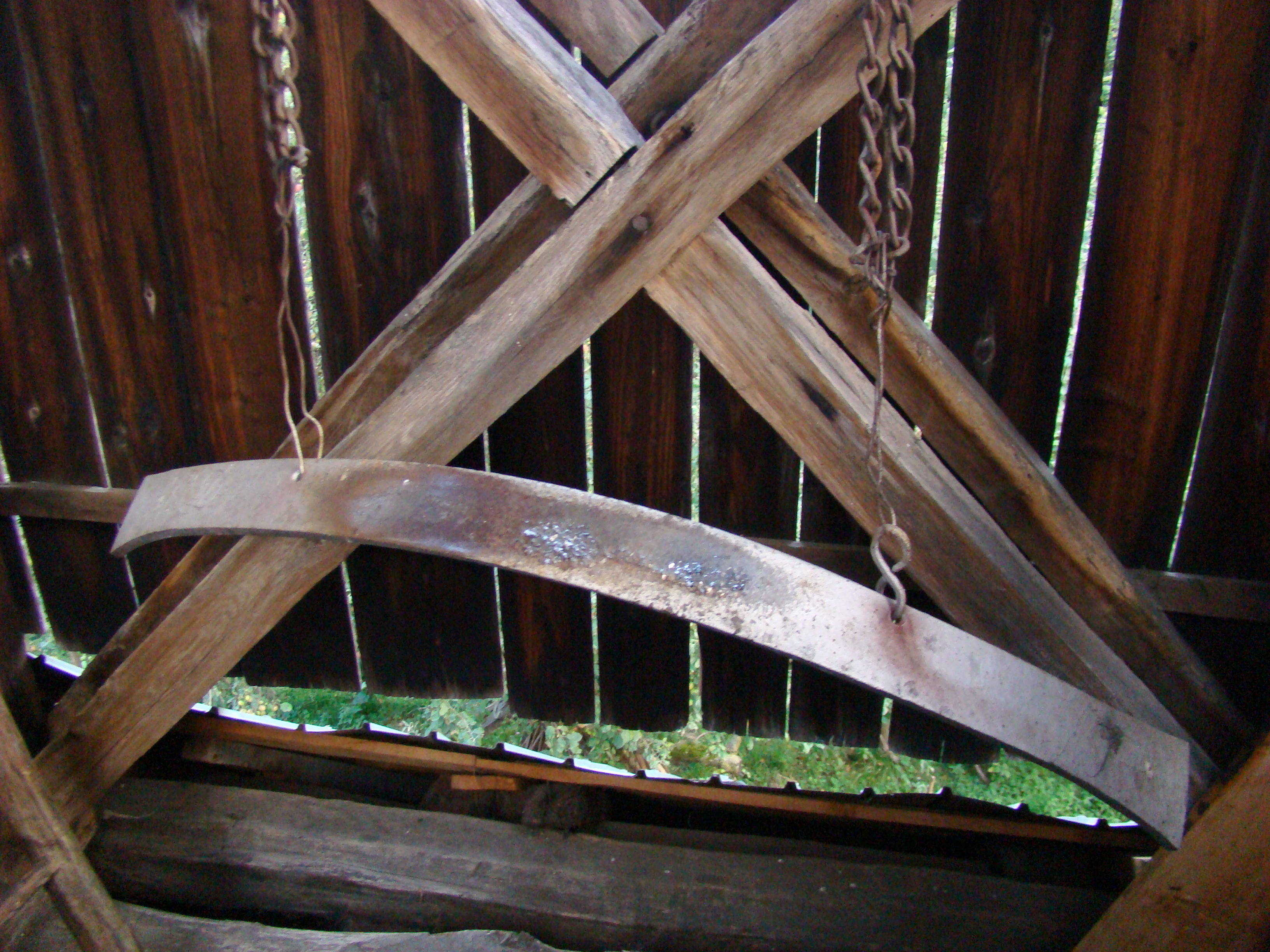
Toaca

Biserica de lemn din Vărzăroaia se află în satul omonim, comuna Pietroșani, județul Argeș, și poartă hramurile „Duminica Tuturor Sfinților” și „Sfântul Mare Mucenic Dimitrie”. Este una din bisericile călătoare, fiind adusă din Stroești și ridicată pe locul actual în anul 1888.  Lăcașul, care a suferit numeroase transformări pe parcursul existenței sale, lipsește de pe noua listă a monumentelor istorice.

## Istoric
Vechimea bisericii de lemn din Vărzăroaia este necunoscută, se poate însă data în jurul anului 1800. Tradiția susține aducerea ei din satul Stroești, unde a fost înlocuită în jurul anului 1881 de o biserică de zid cu hramul „Cuvioasa Parascheva”. 
Momentul ridicării acestui lăcaș pe locul actual este consemnat într-o pisanie peste intrare: „Întru slava sfintei și celei de o ființă și nedespărțitei Treimi, cu blagoslovenia P.S.Episcop de Argeș Neofit Scriban, în anul 1888 s-a ridicat acest sfânt lăcaș cu hramul „Duminica Tuturor Sfinților și Sfântul Mare Mucenic Dimitrie Izvorâtorul de Mir”, cu osteneala preotului I.Serafimescu, cu contribuția enoriașilor acestui sat și cu ajutorul altor donatori. În anul 1894, cu blagoslovenia P.S.Episcop de Argeș D.D.Gherasim Piteșteanul, prin stăruința preotului Serafimescu, a ctitorilor și a epitropilor parohiei, s-a pictat acest sfânt lăcaș și s-a sfințit în același an”. 
Biserica a fost reparată și consolidată în anul 1986 și repictată în anul 1989 de pictorul Gheorghe Negru din Retevoiești. A fost sfințită din nou de P.S. Arhiereu Vicar Calinic Argeșanul în data de 3 septembrie 1989.

## Imagini din exterior

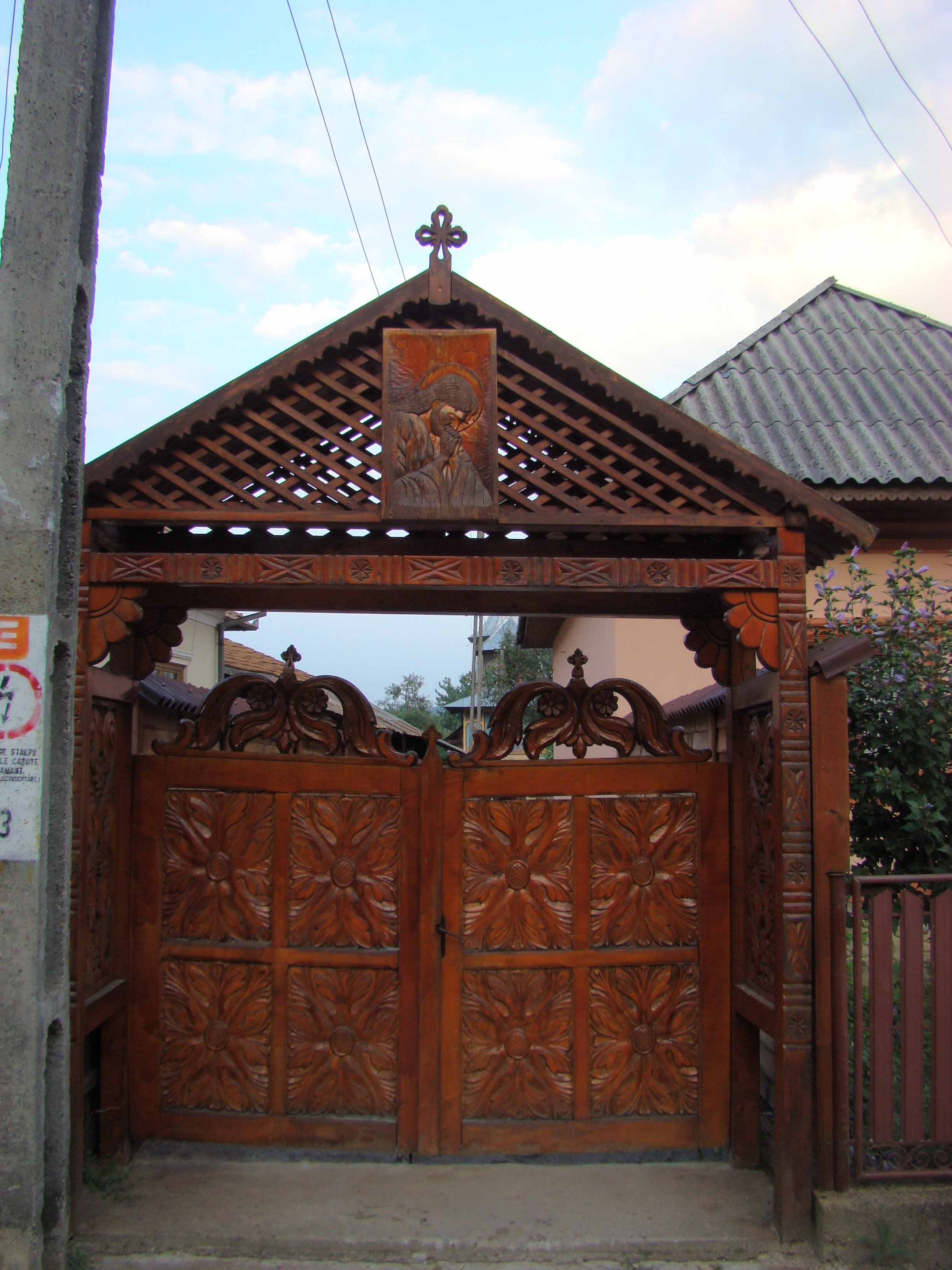
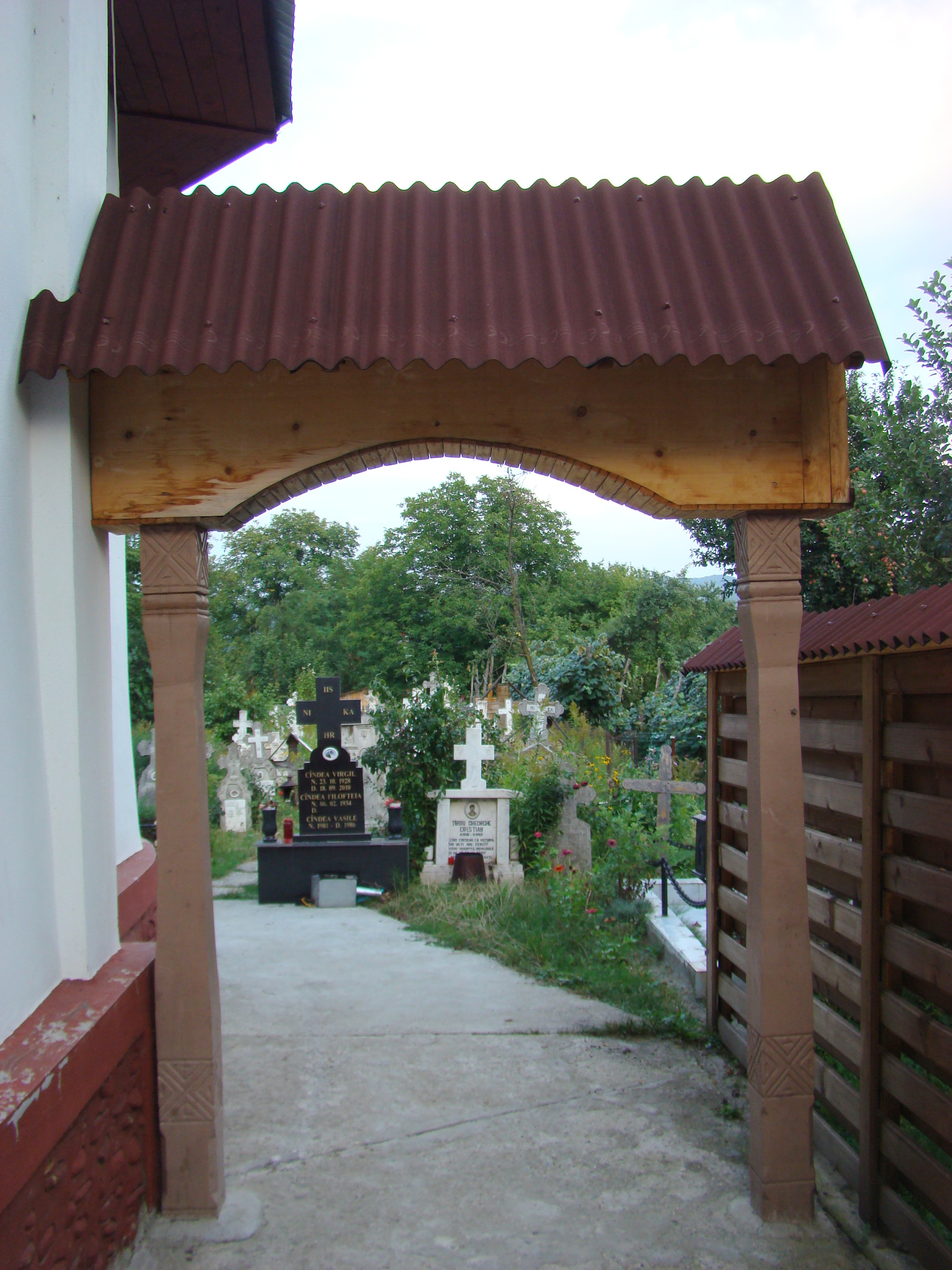
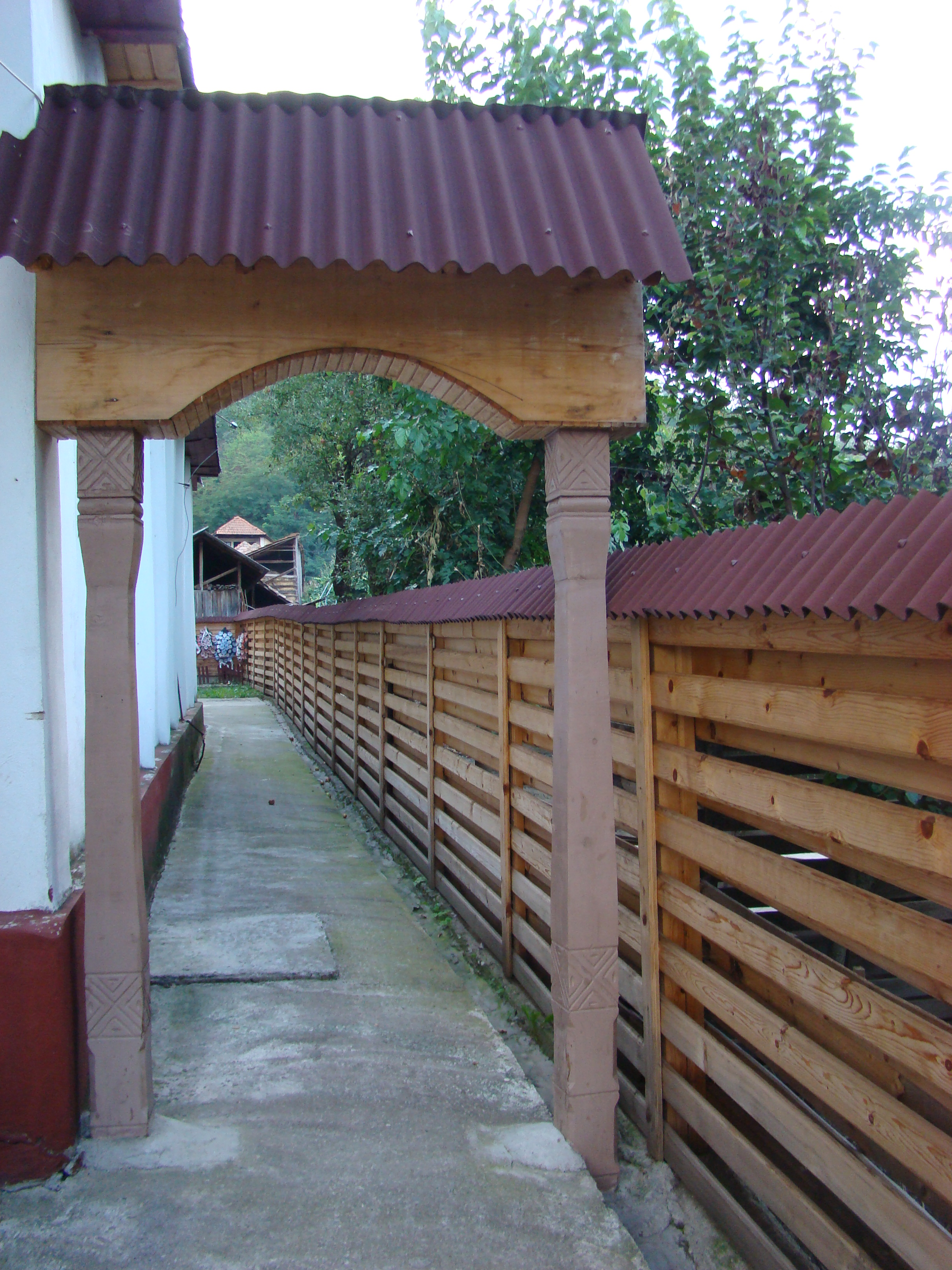
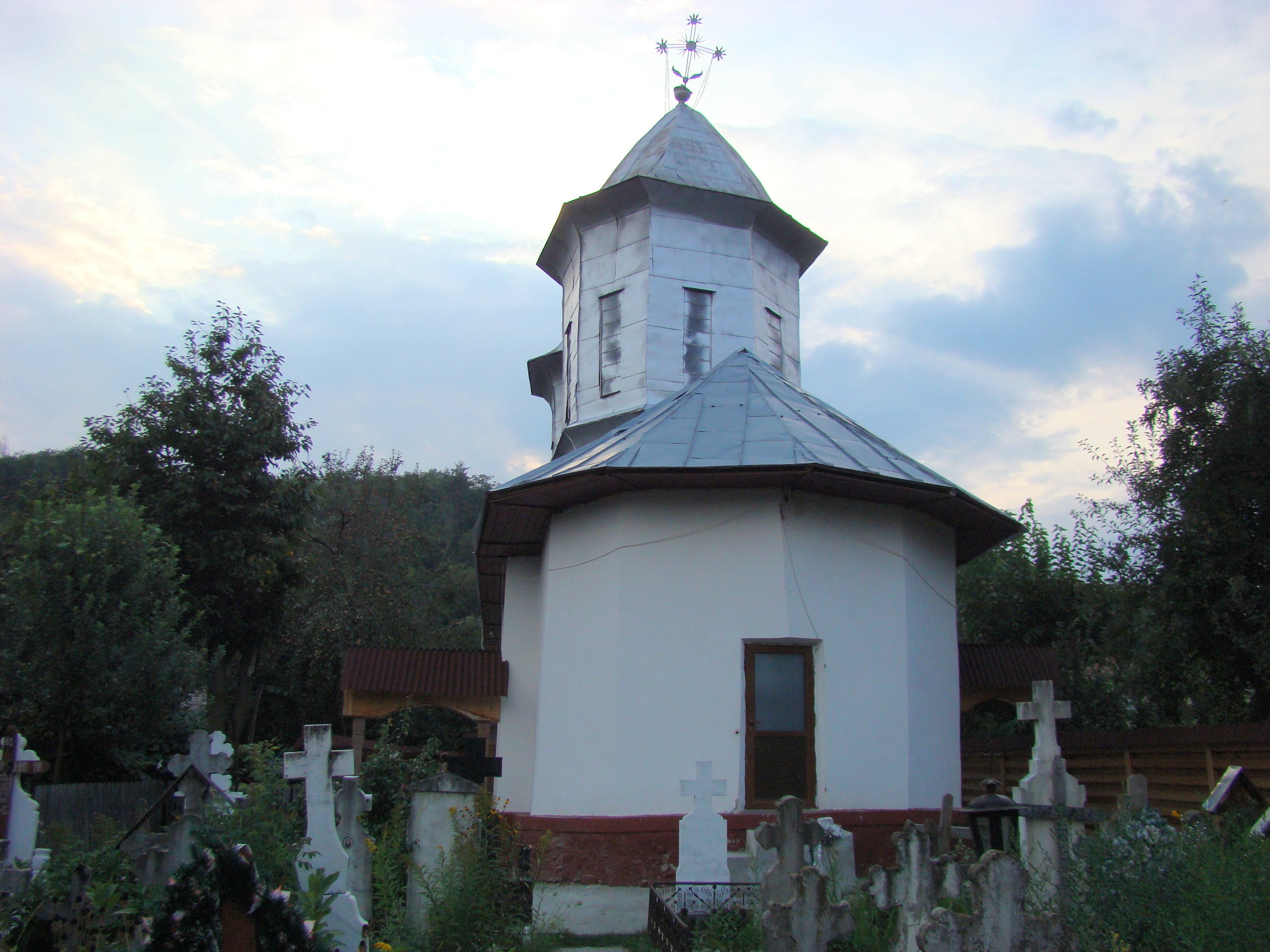
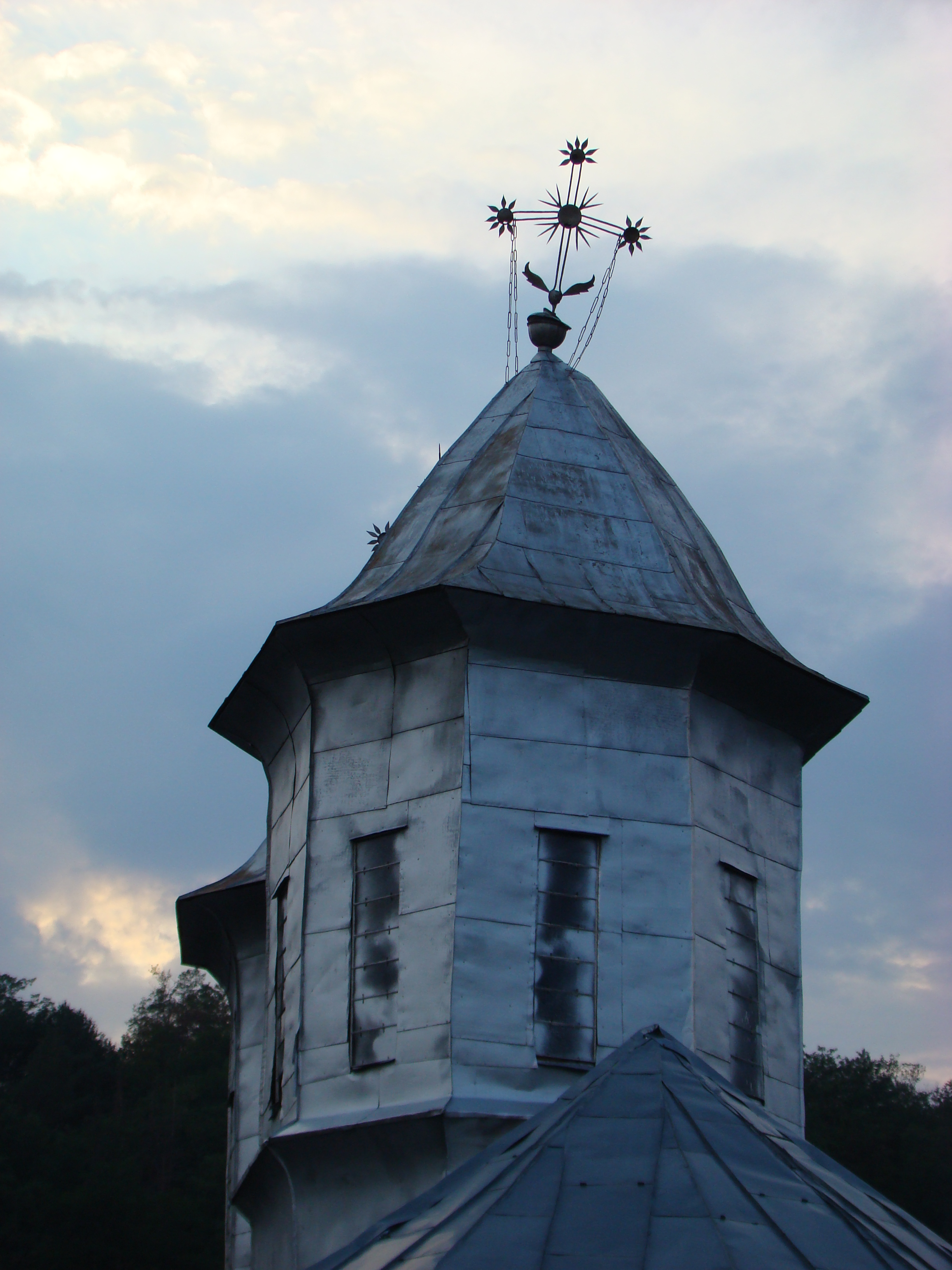
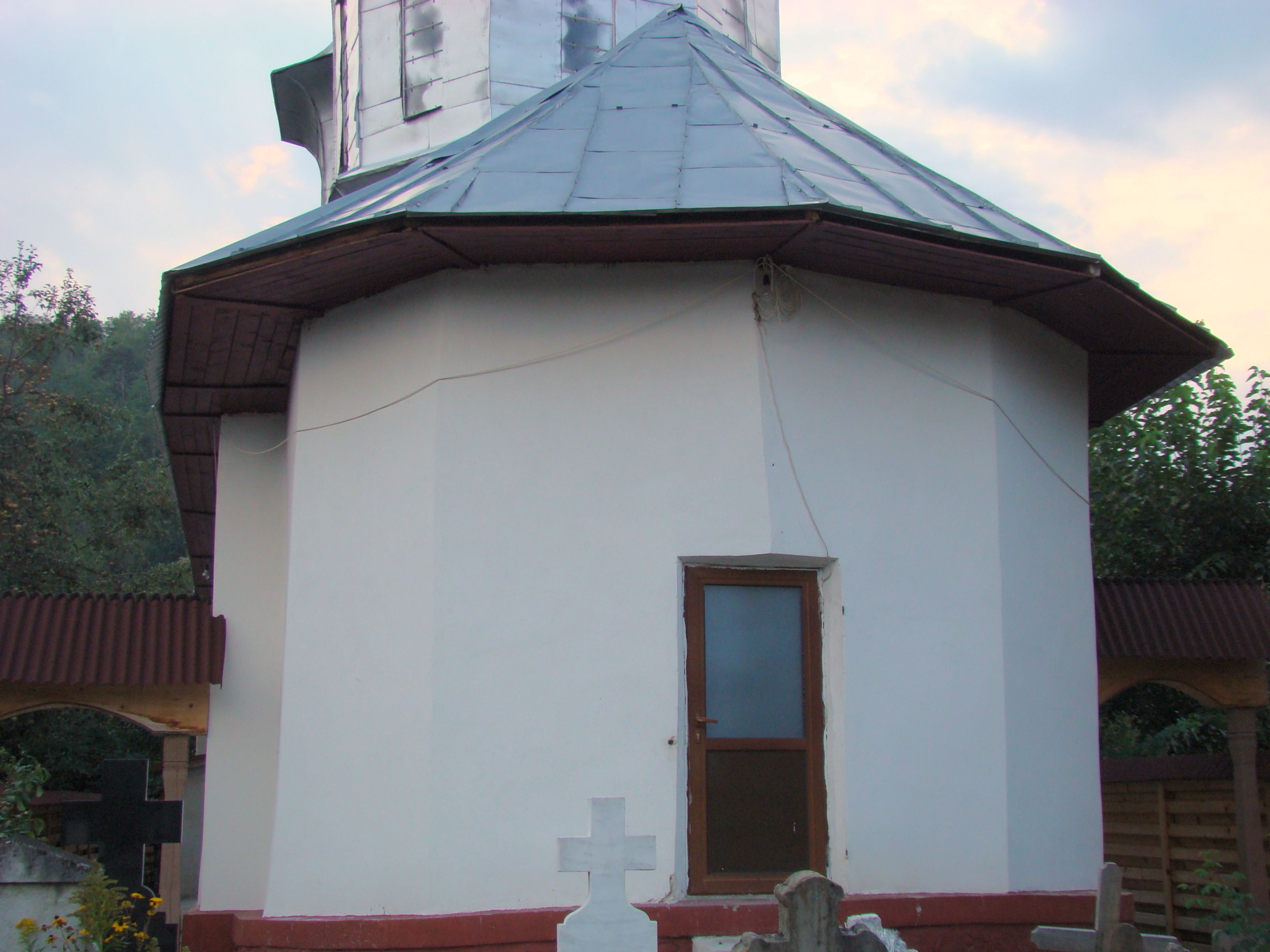
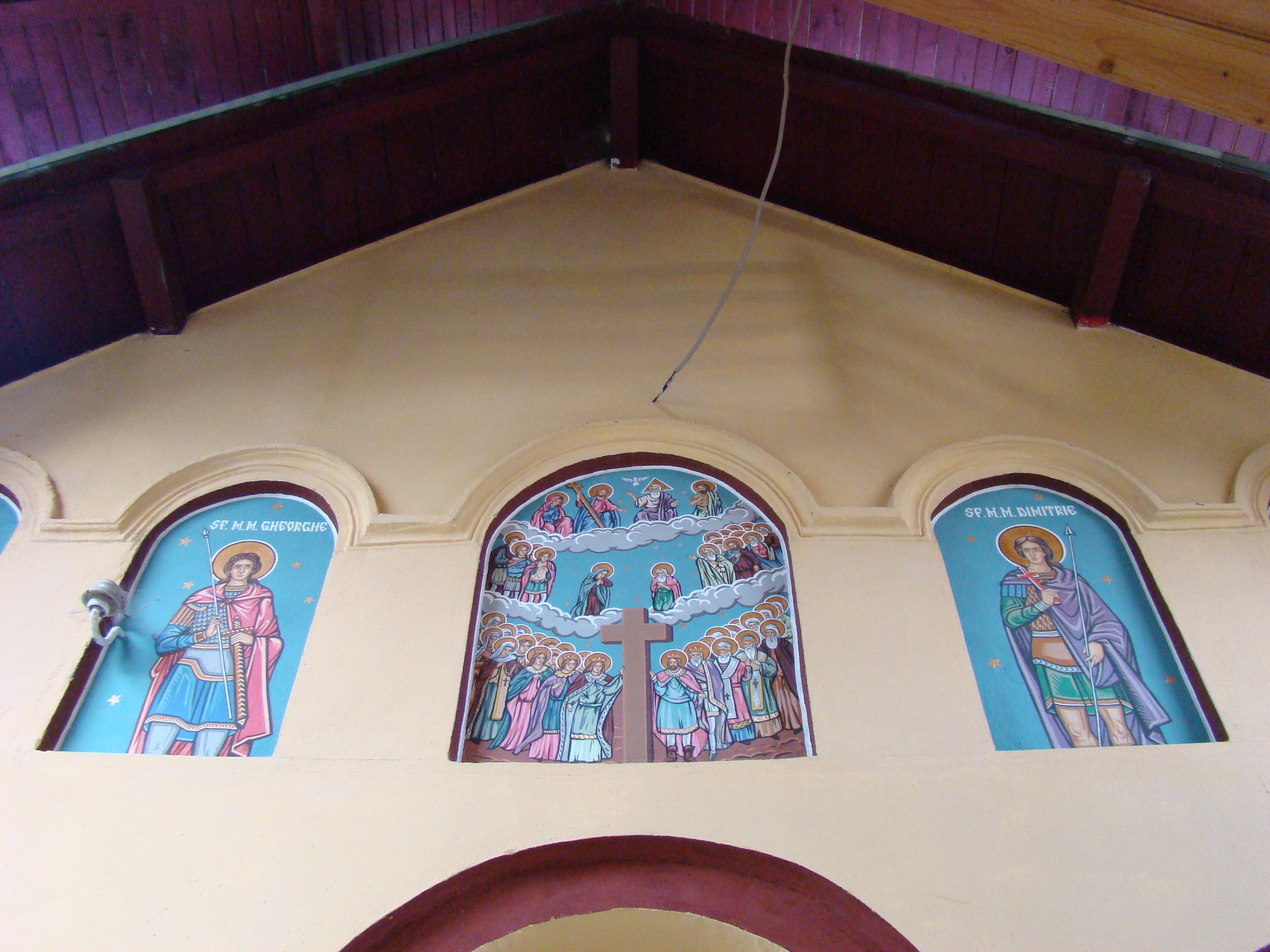
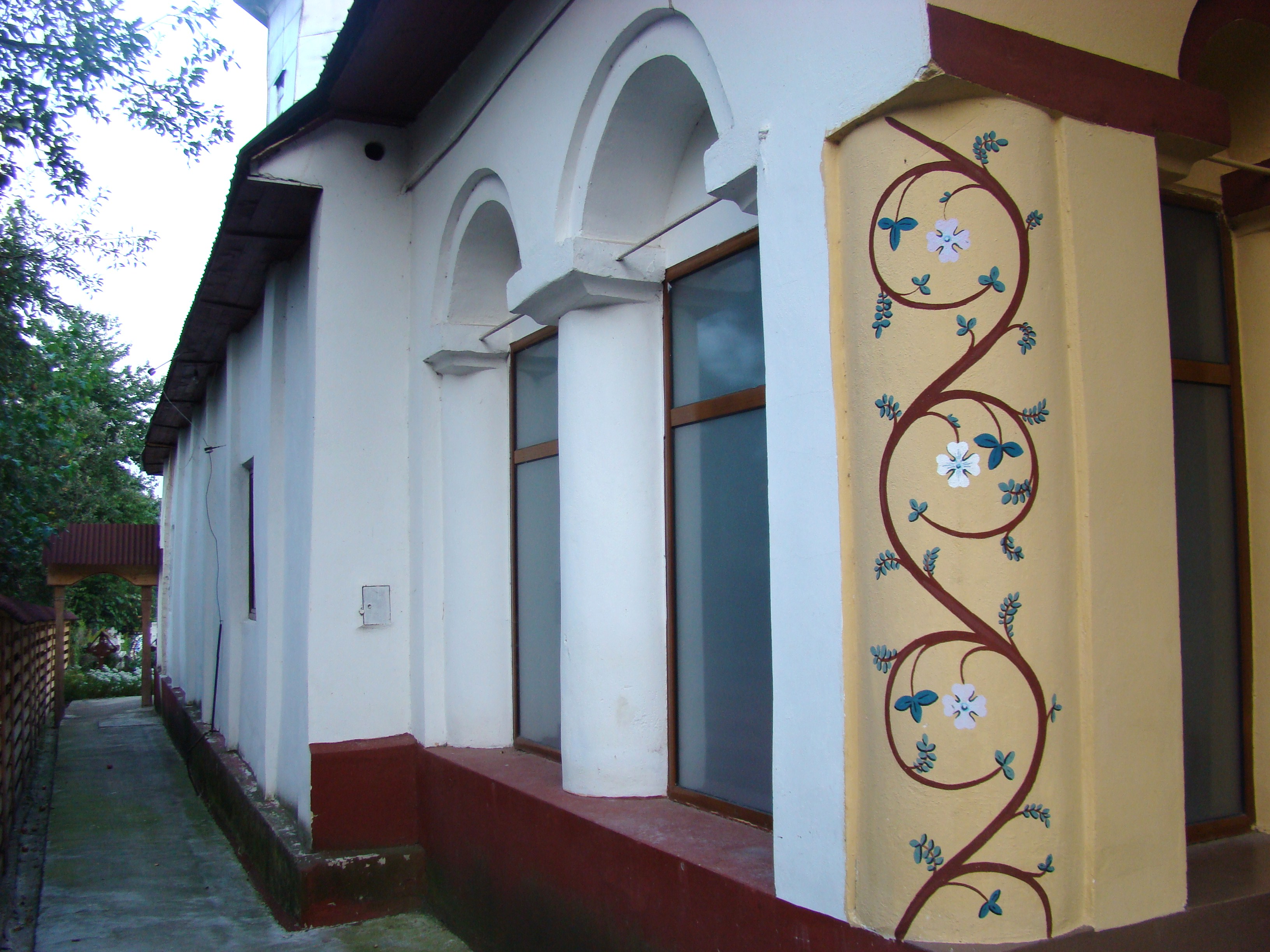
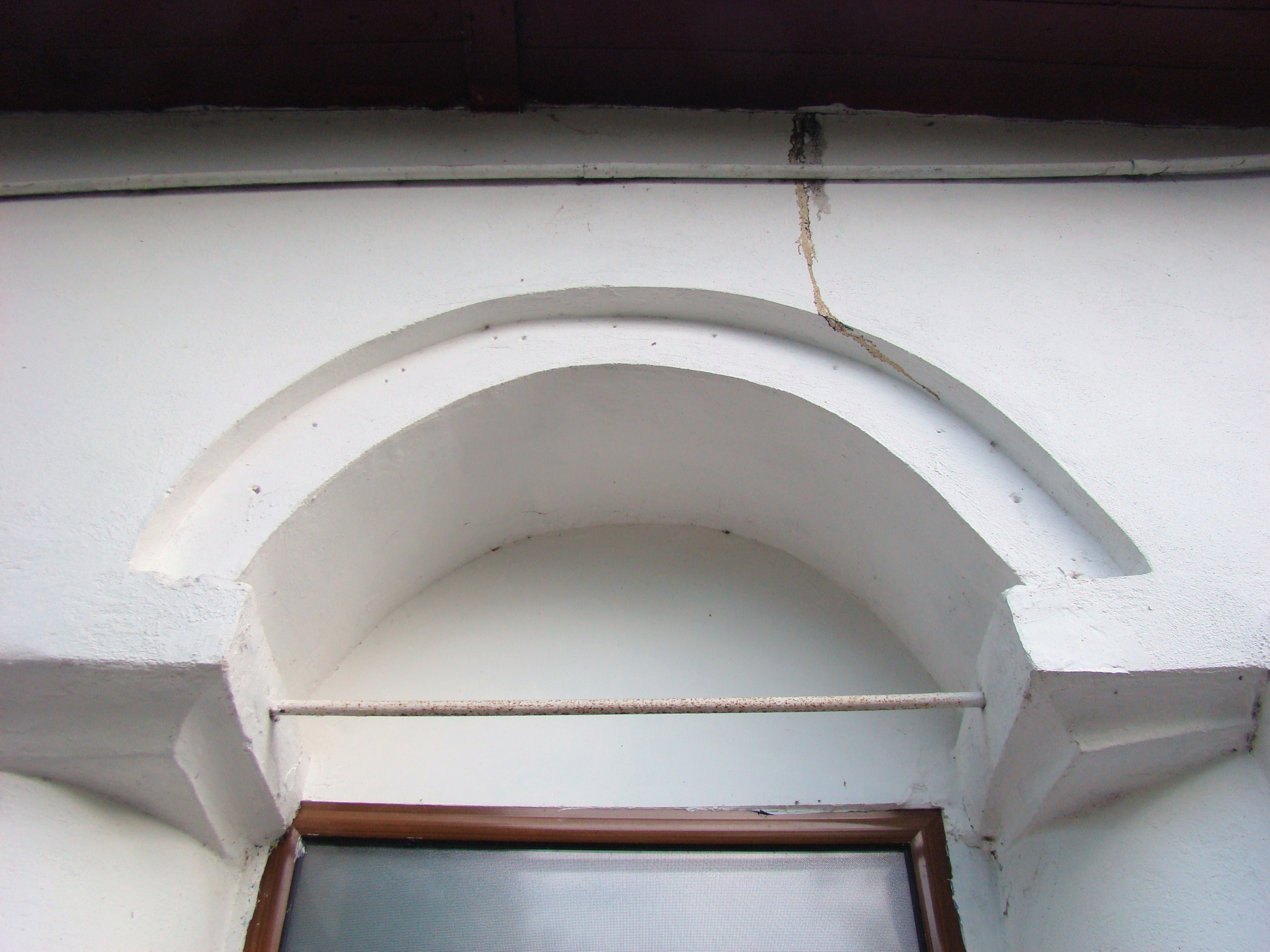
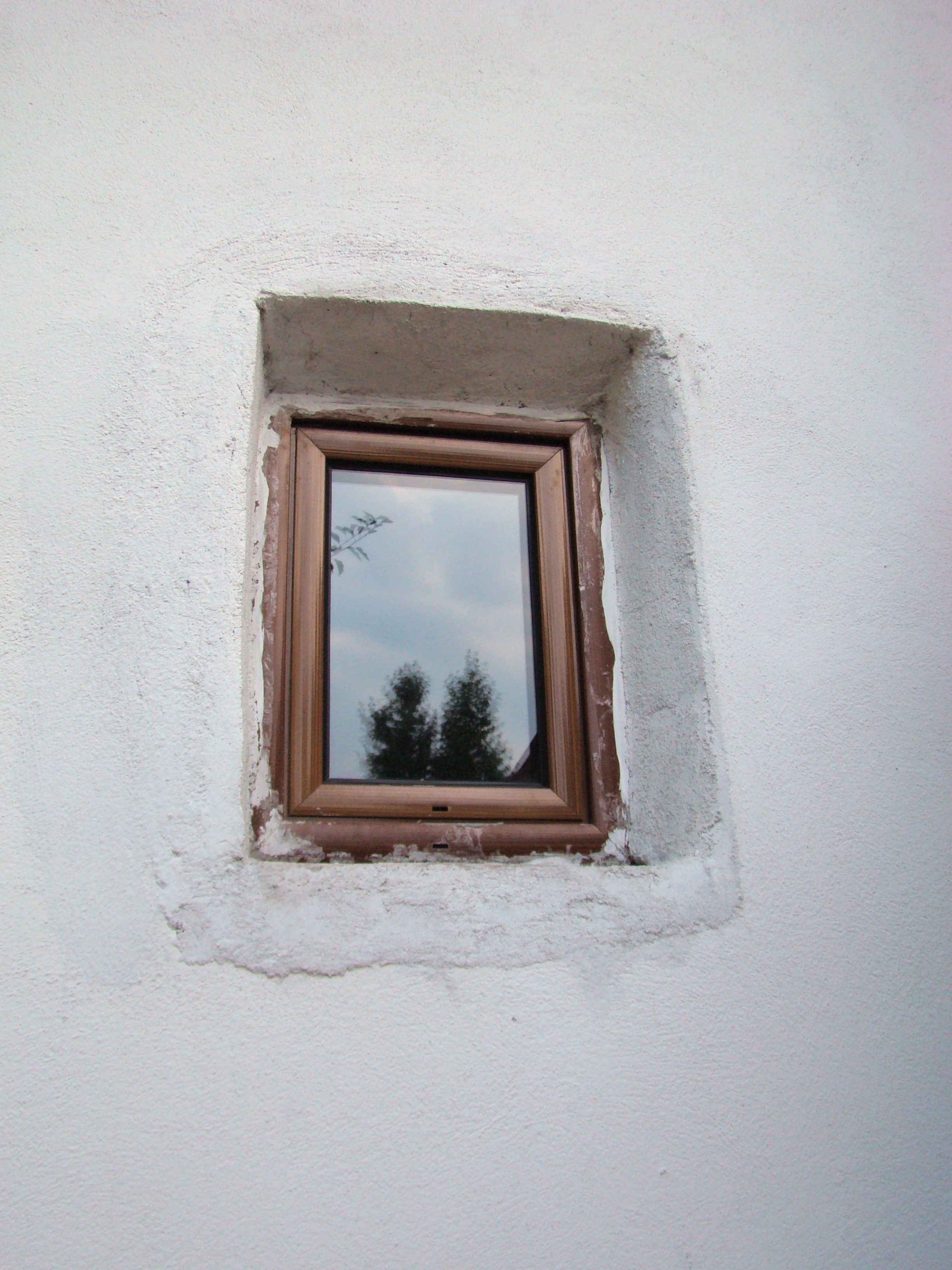
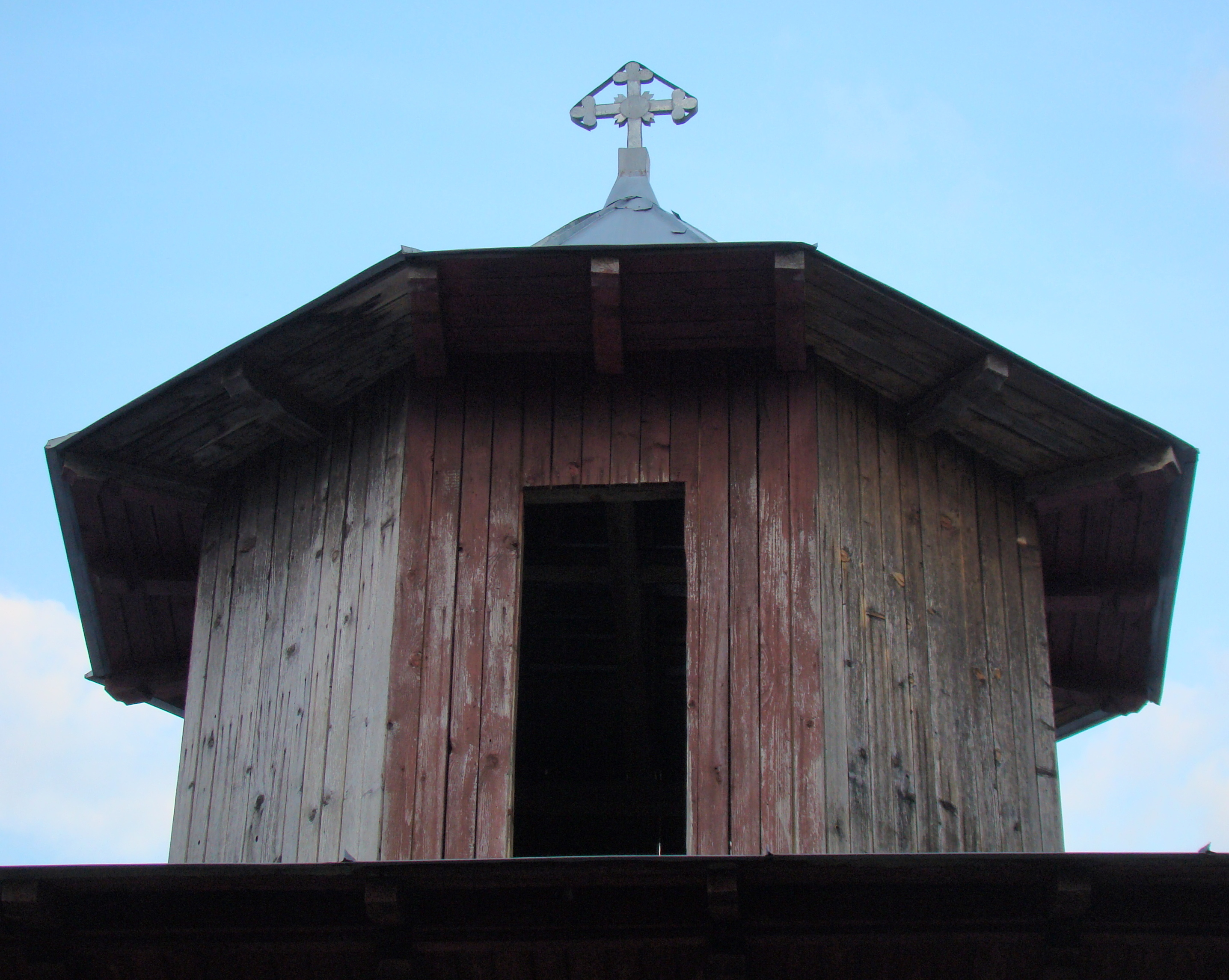
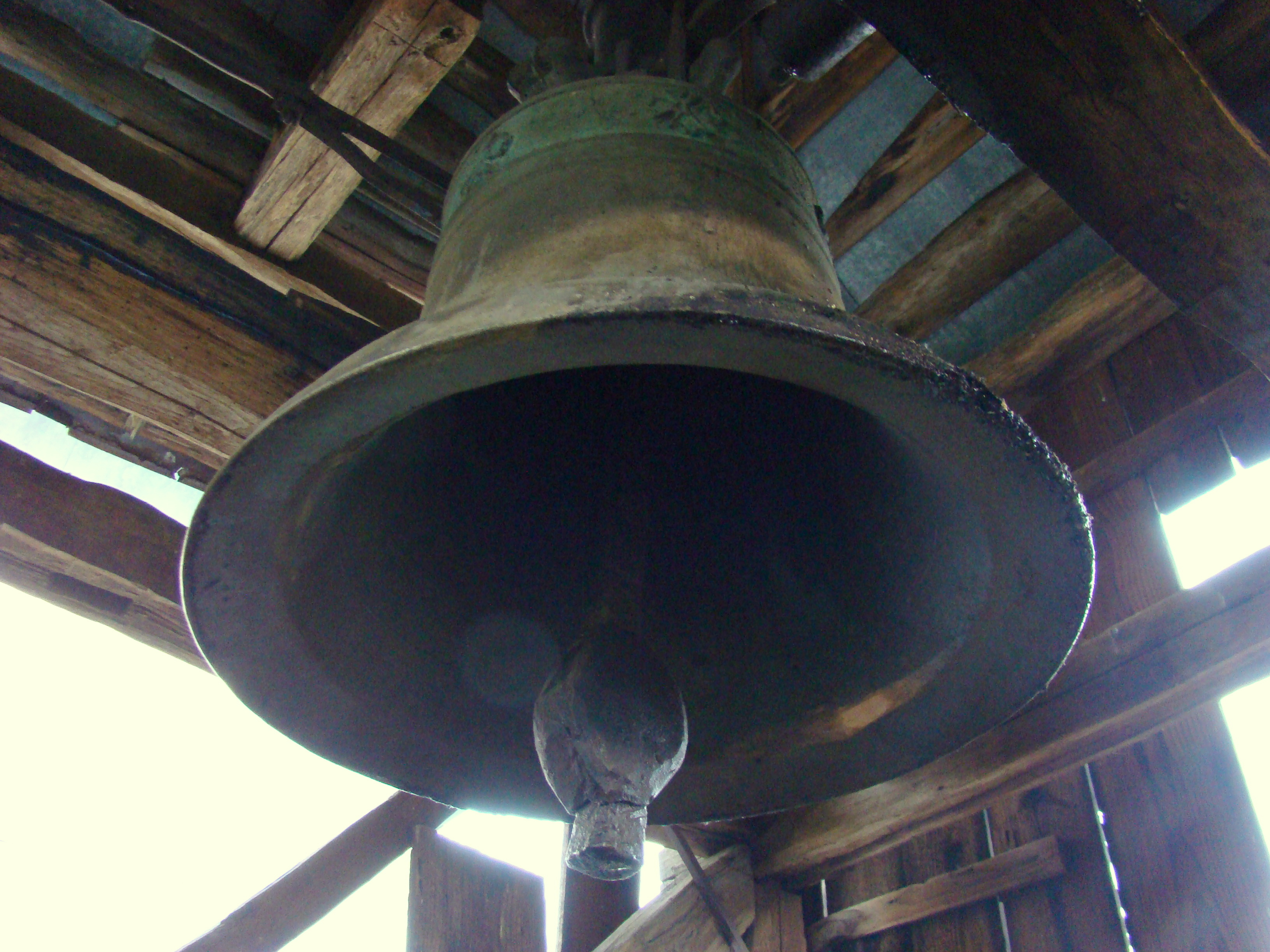

## Imagini din interior

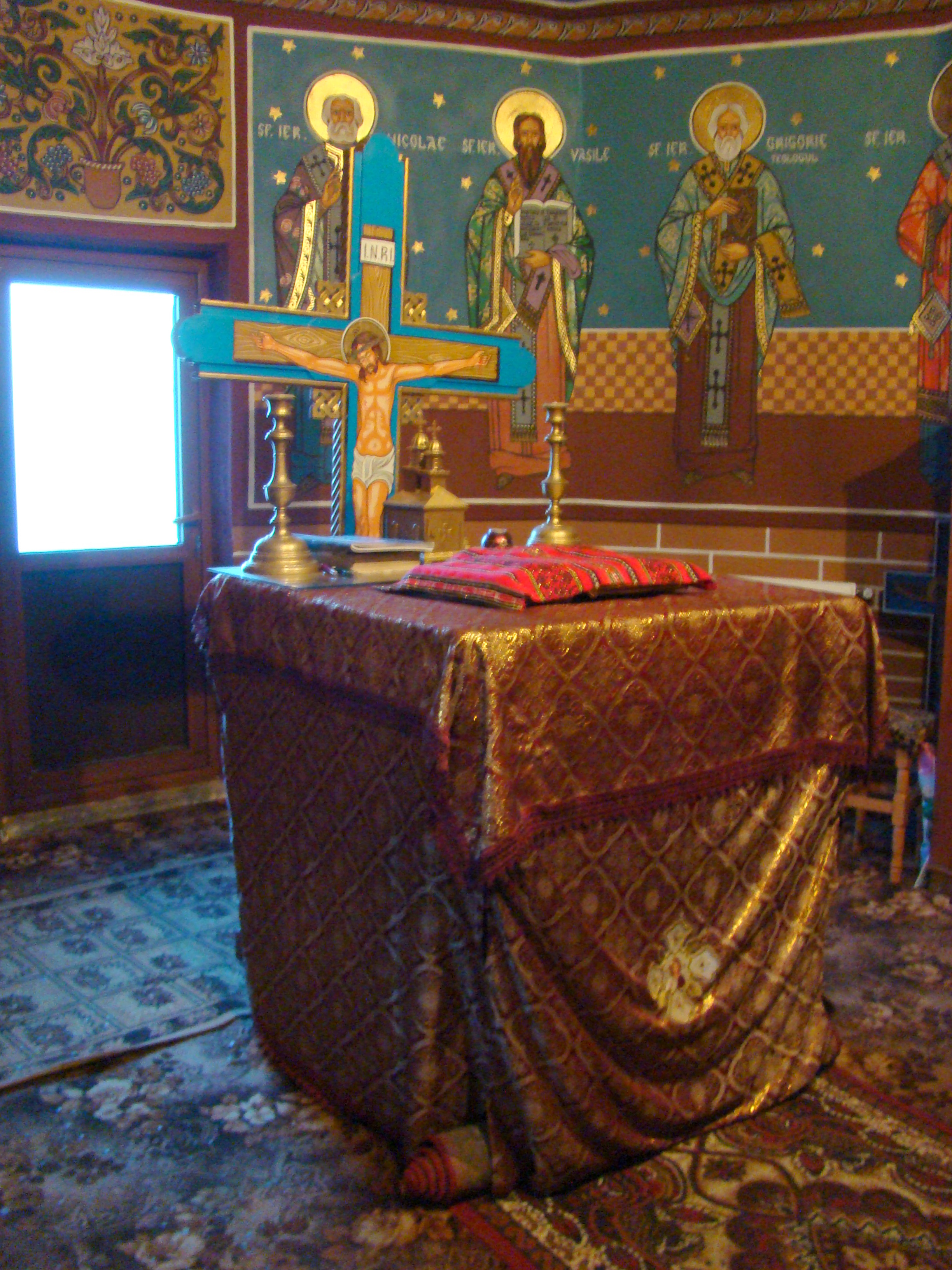
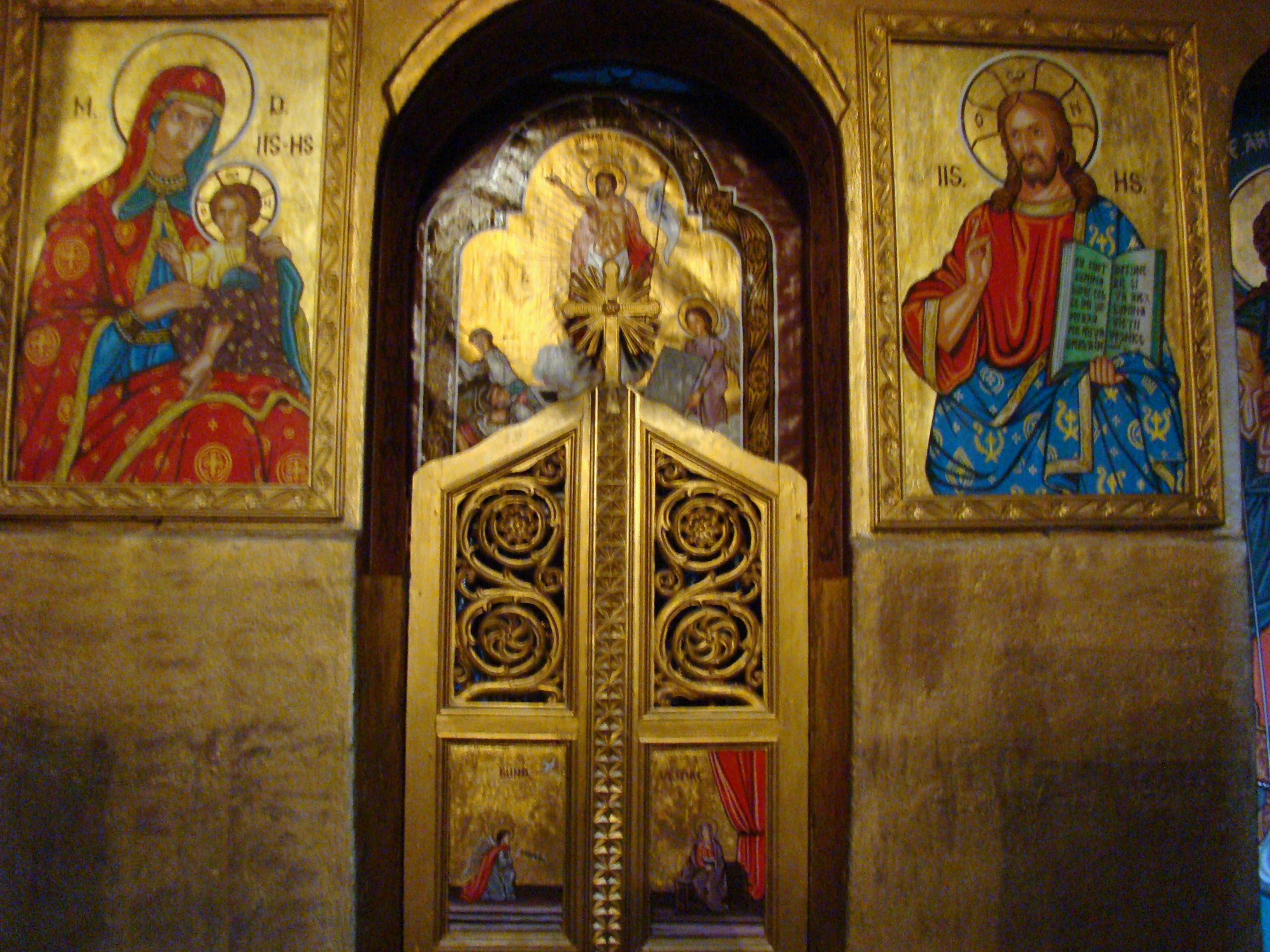
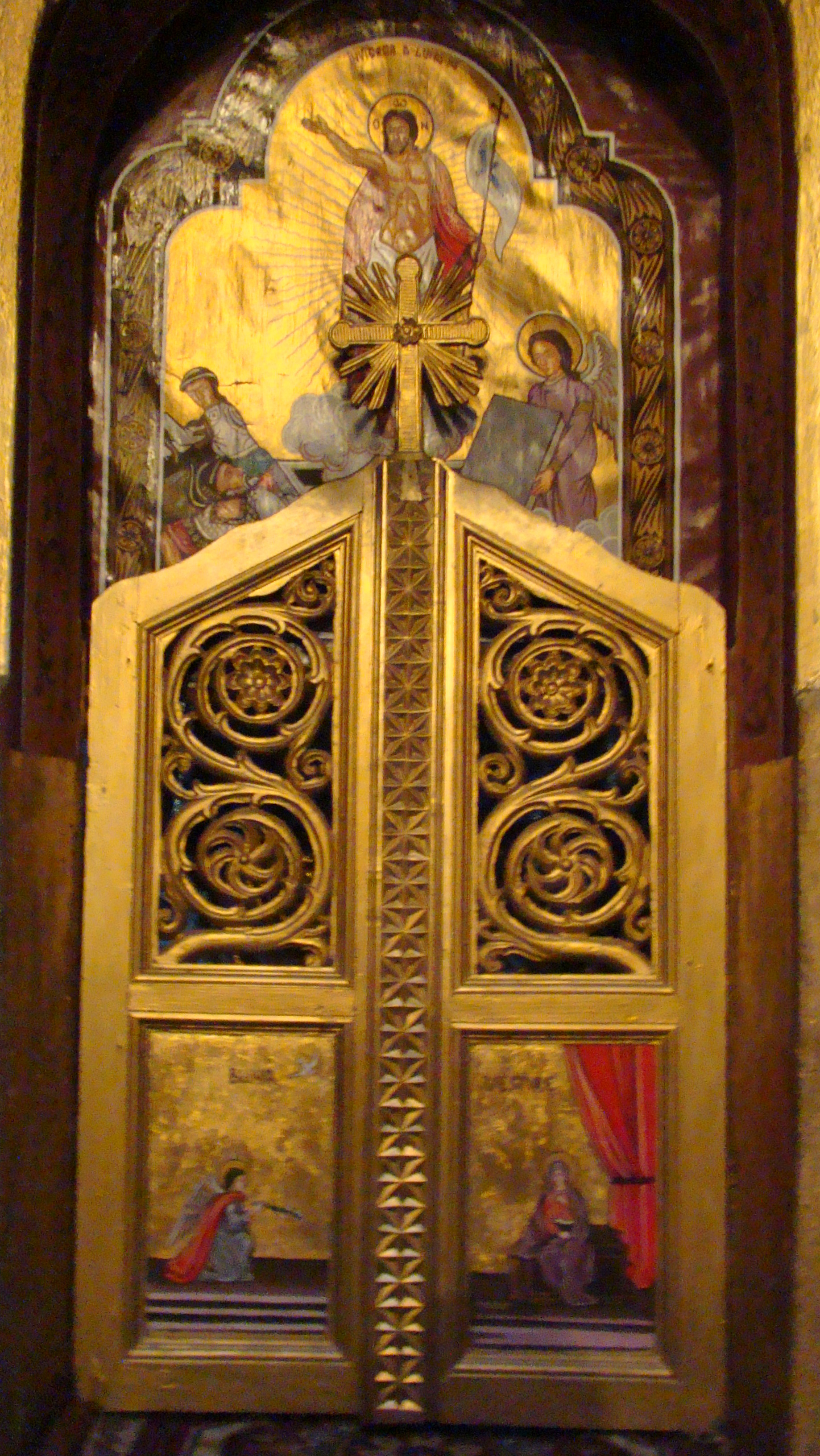
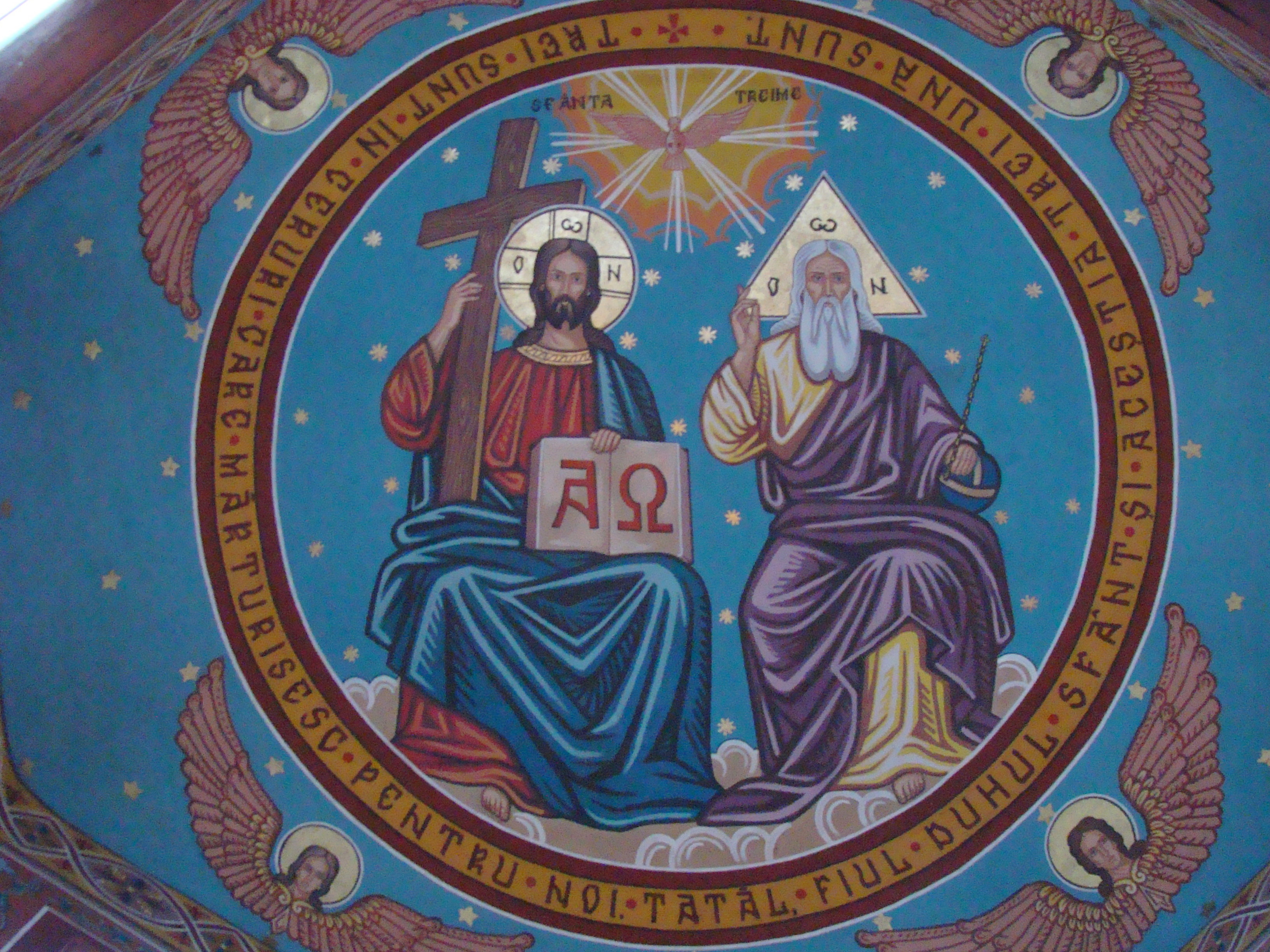
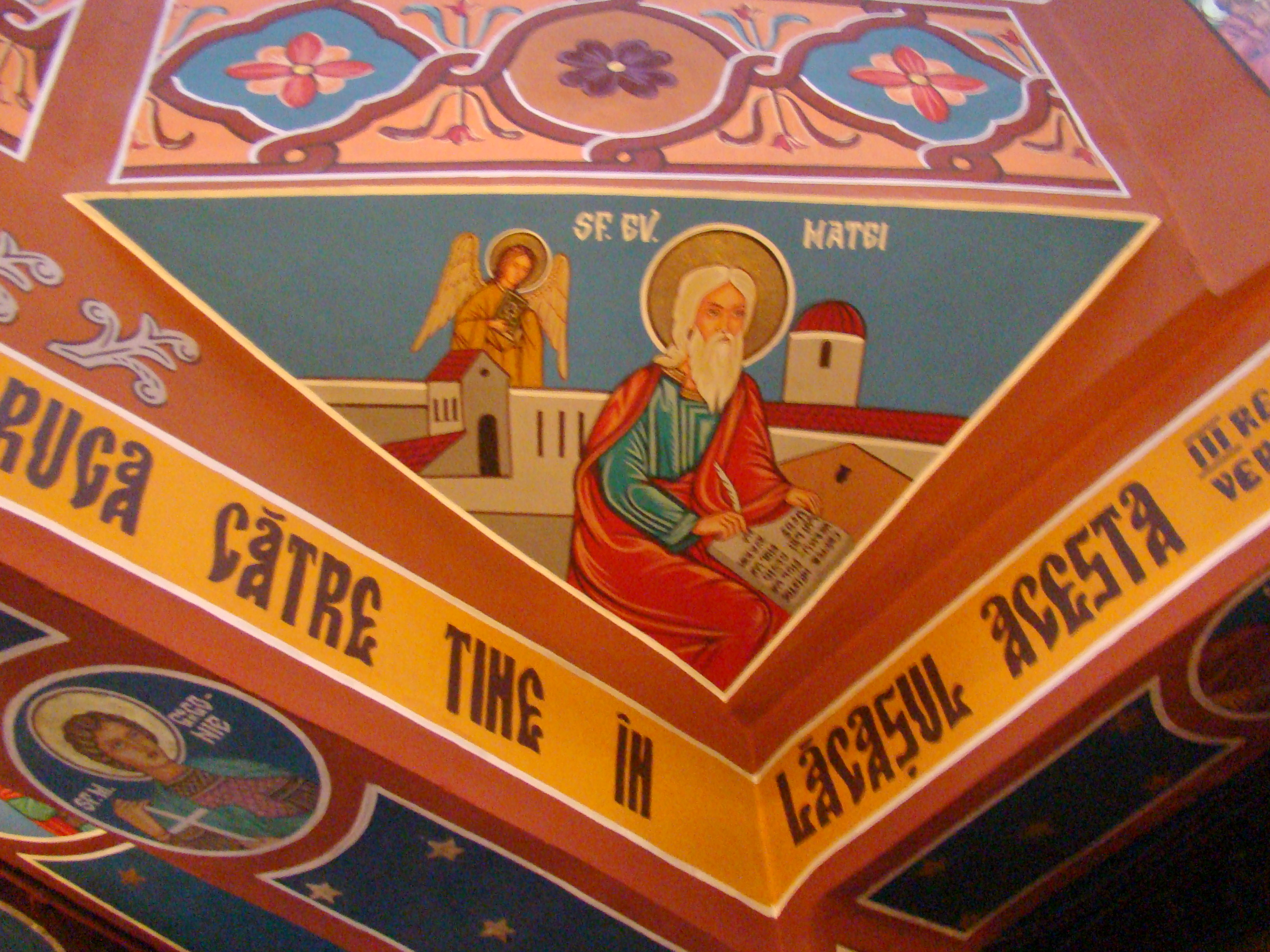
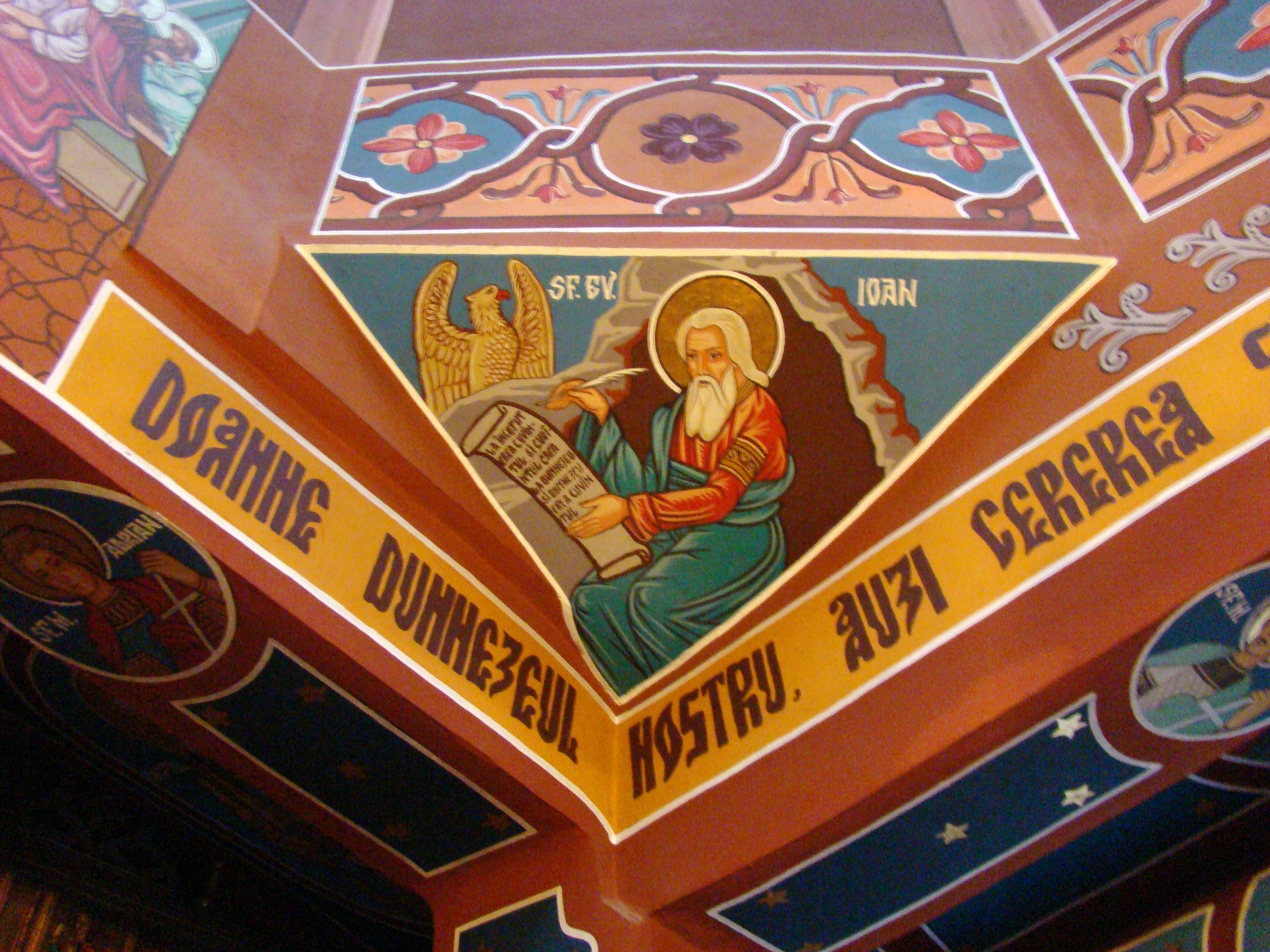
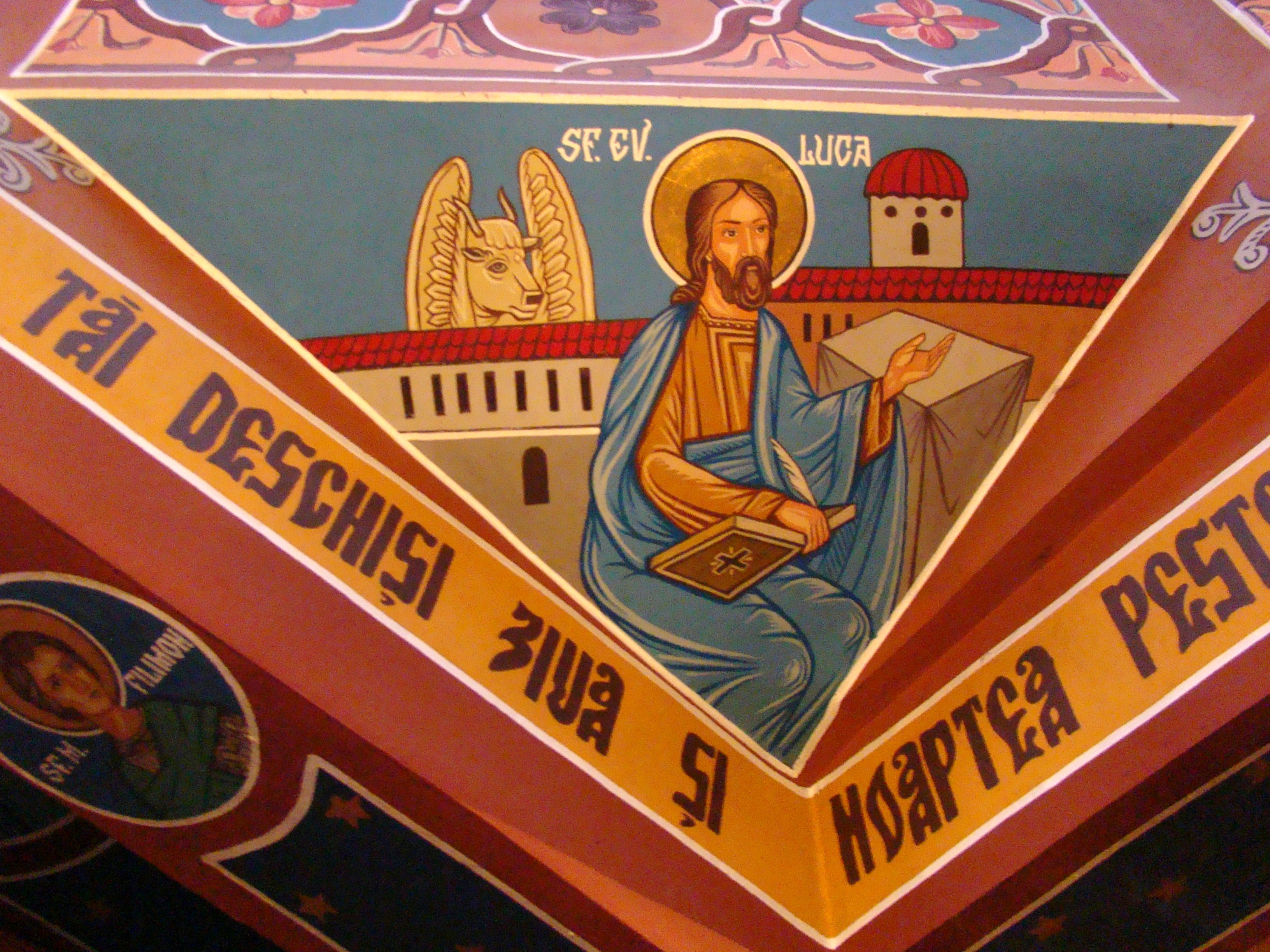
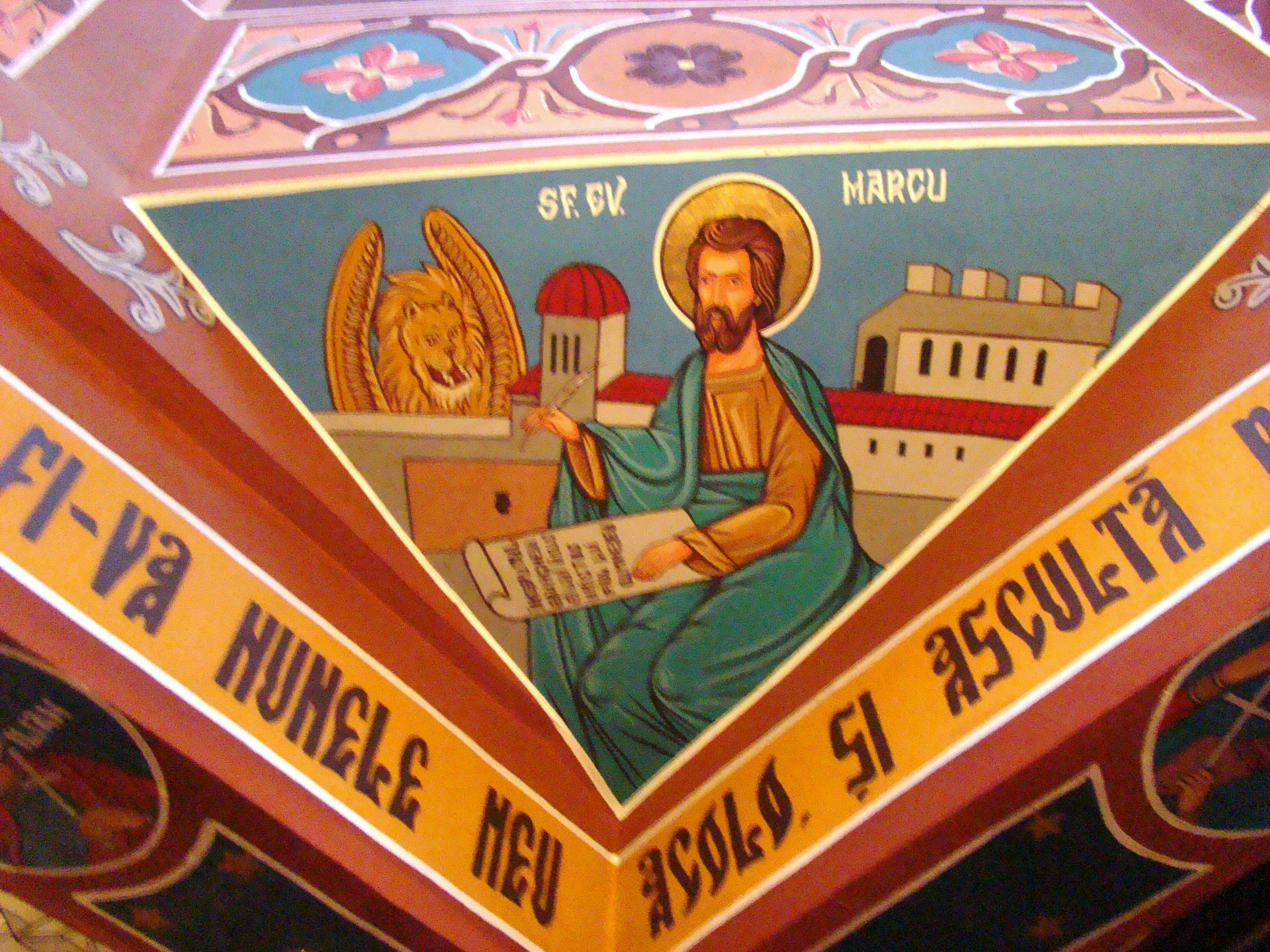
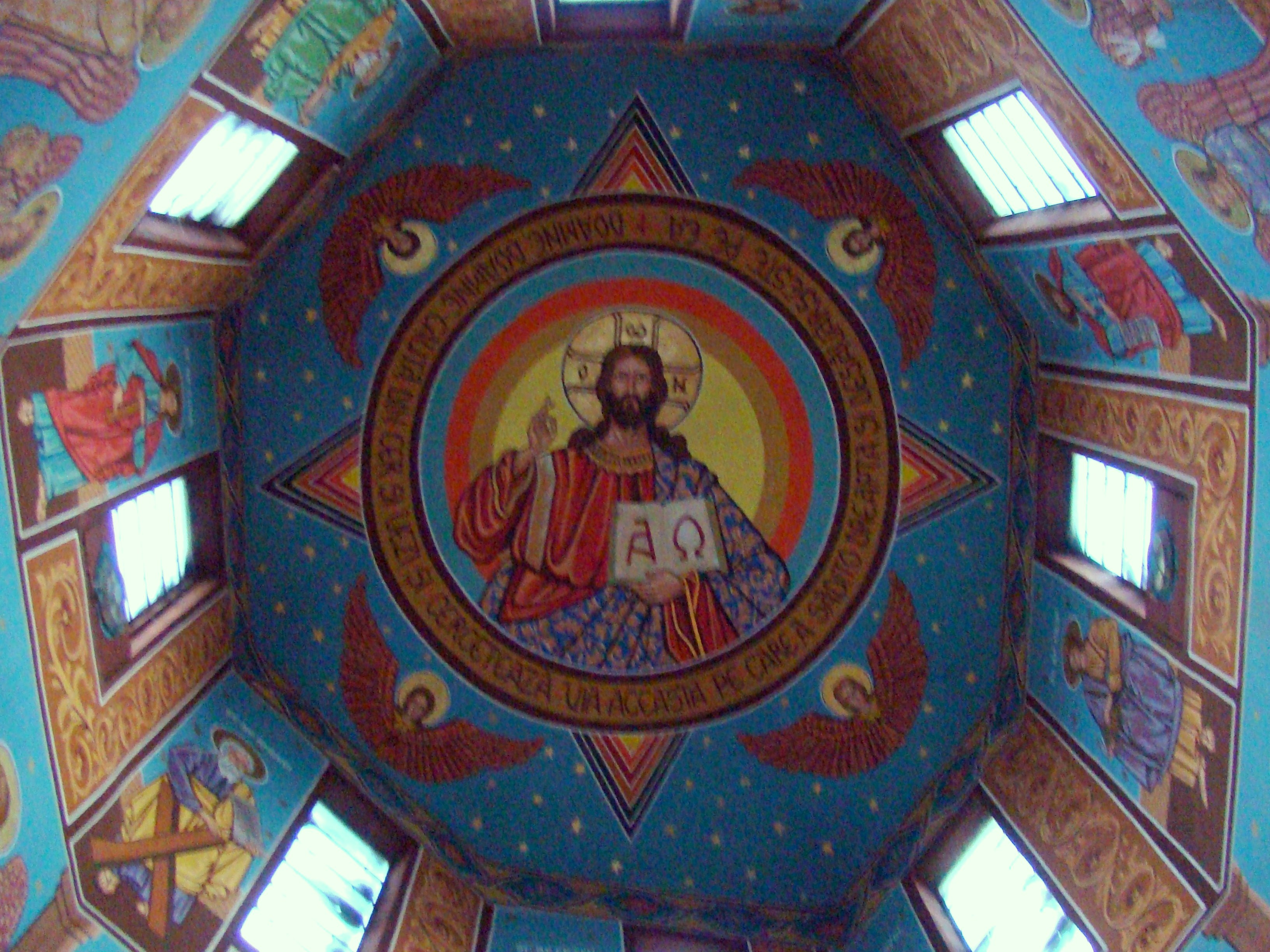
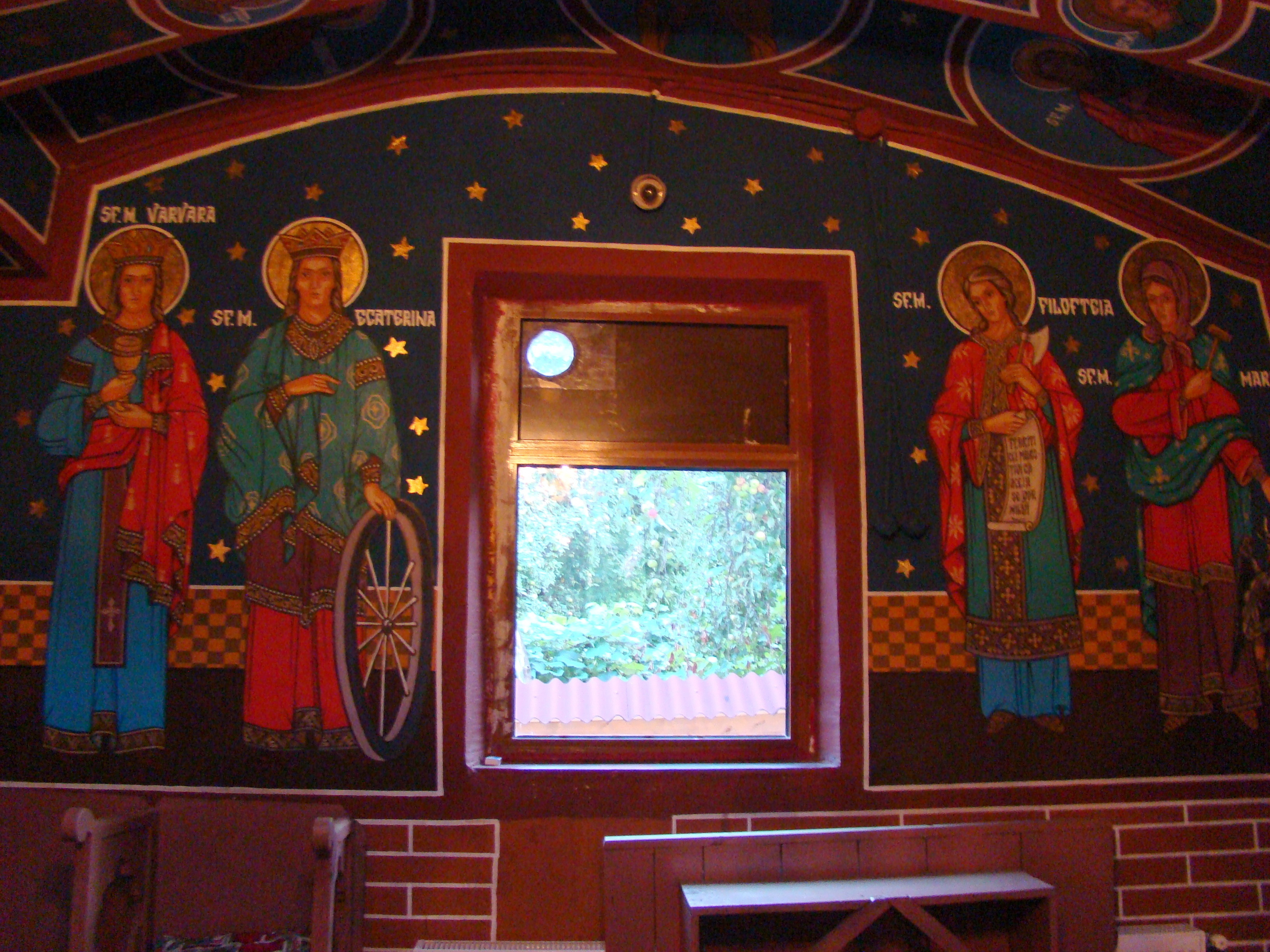
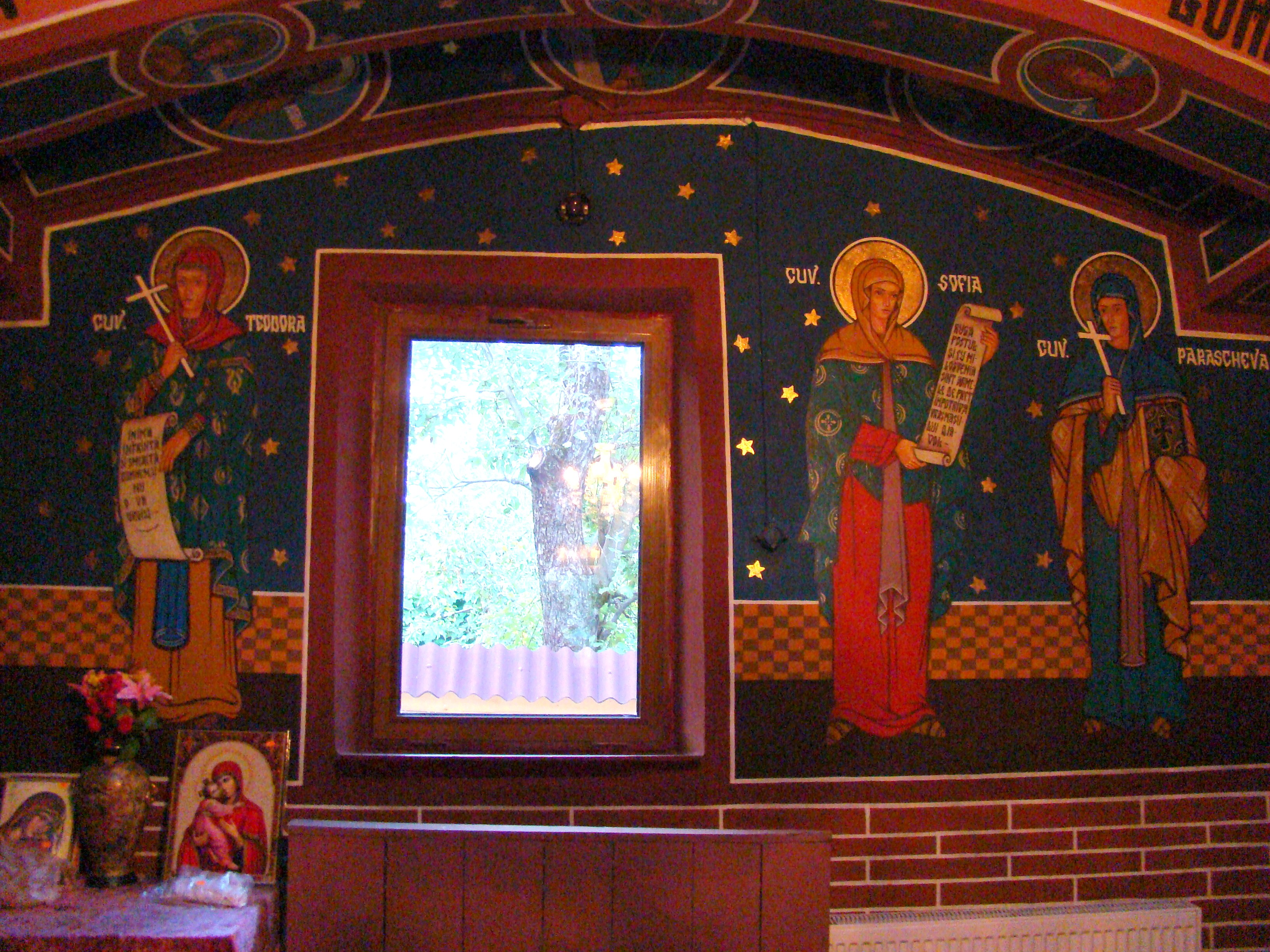
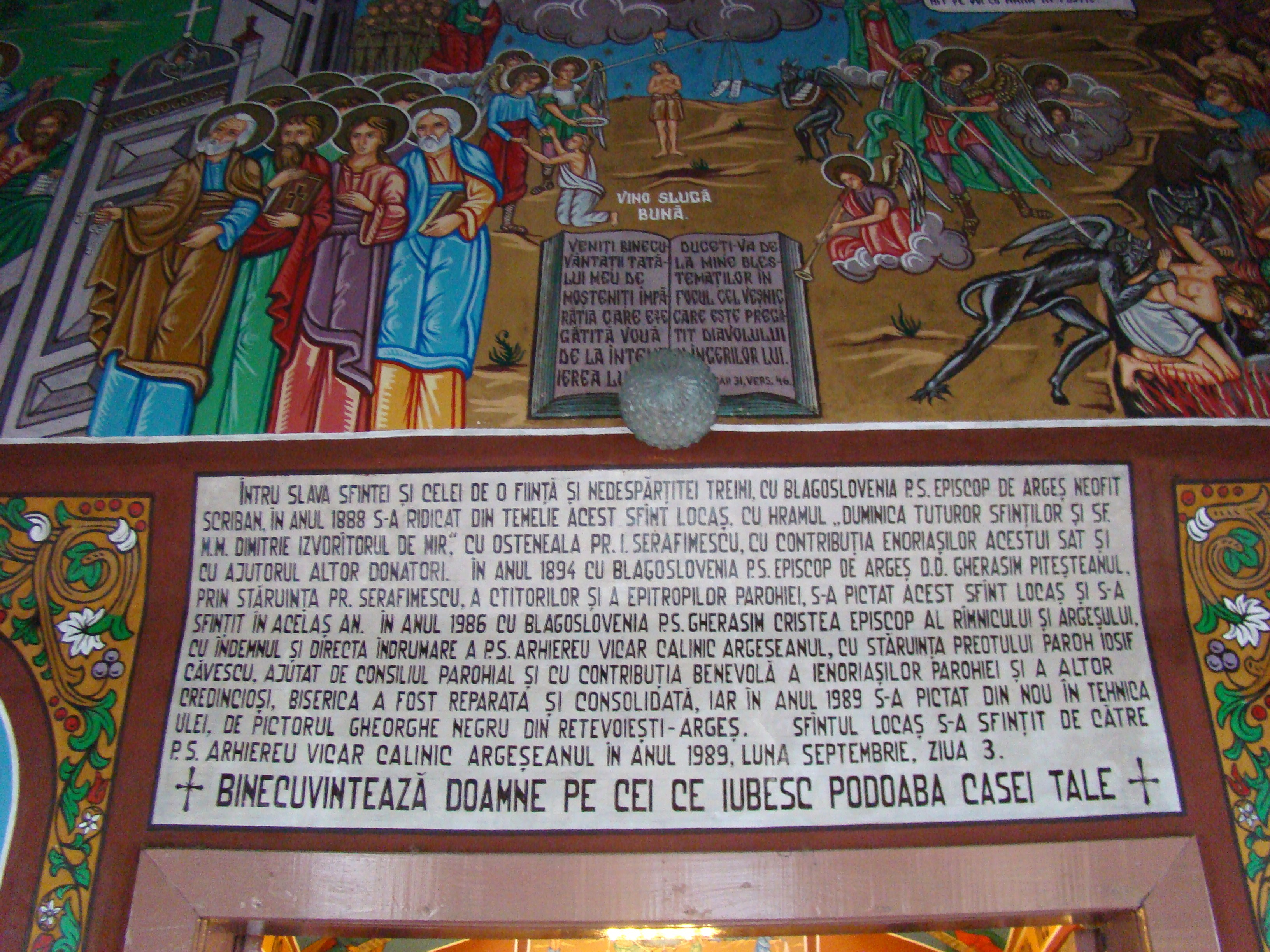
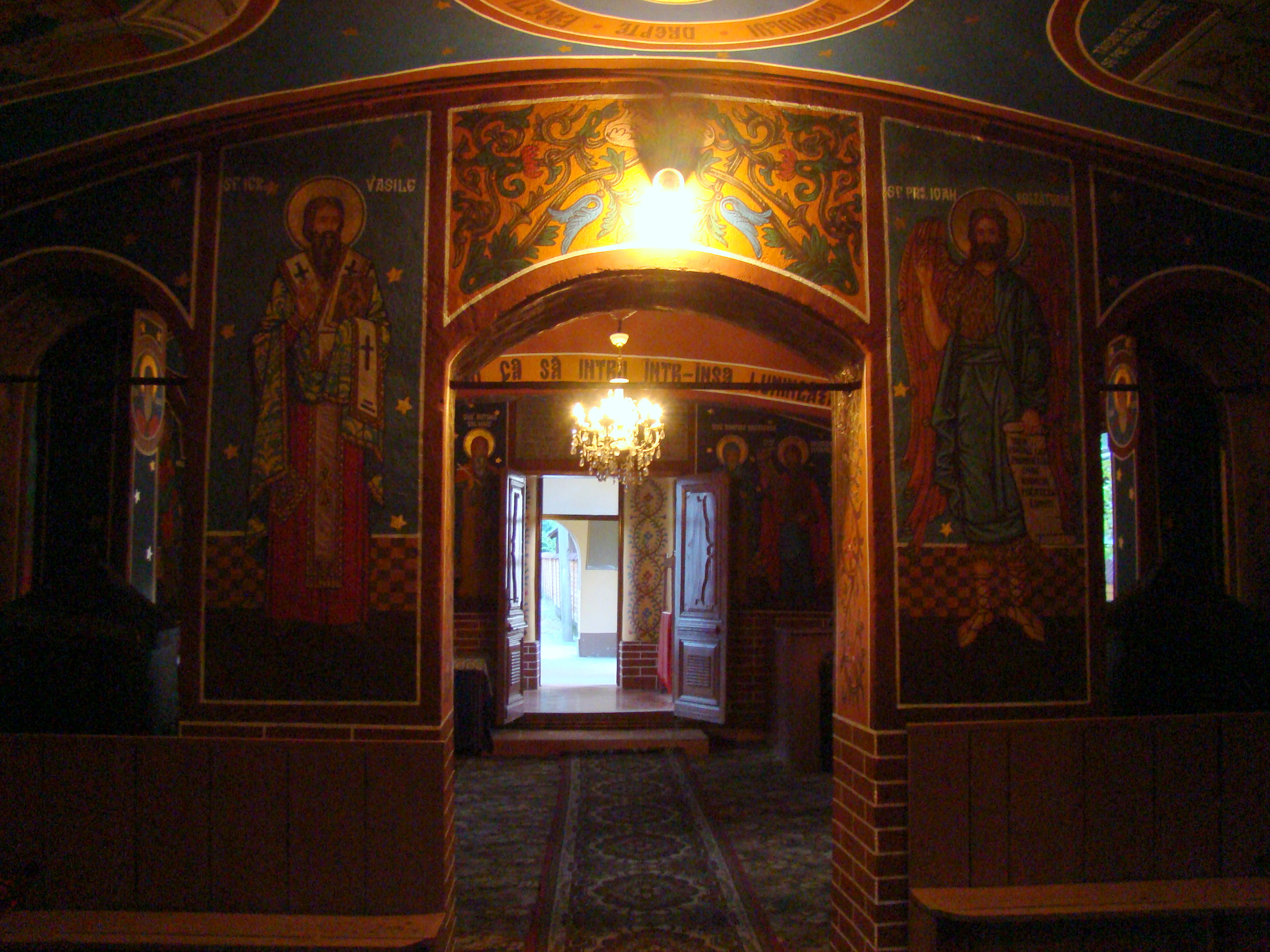
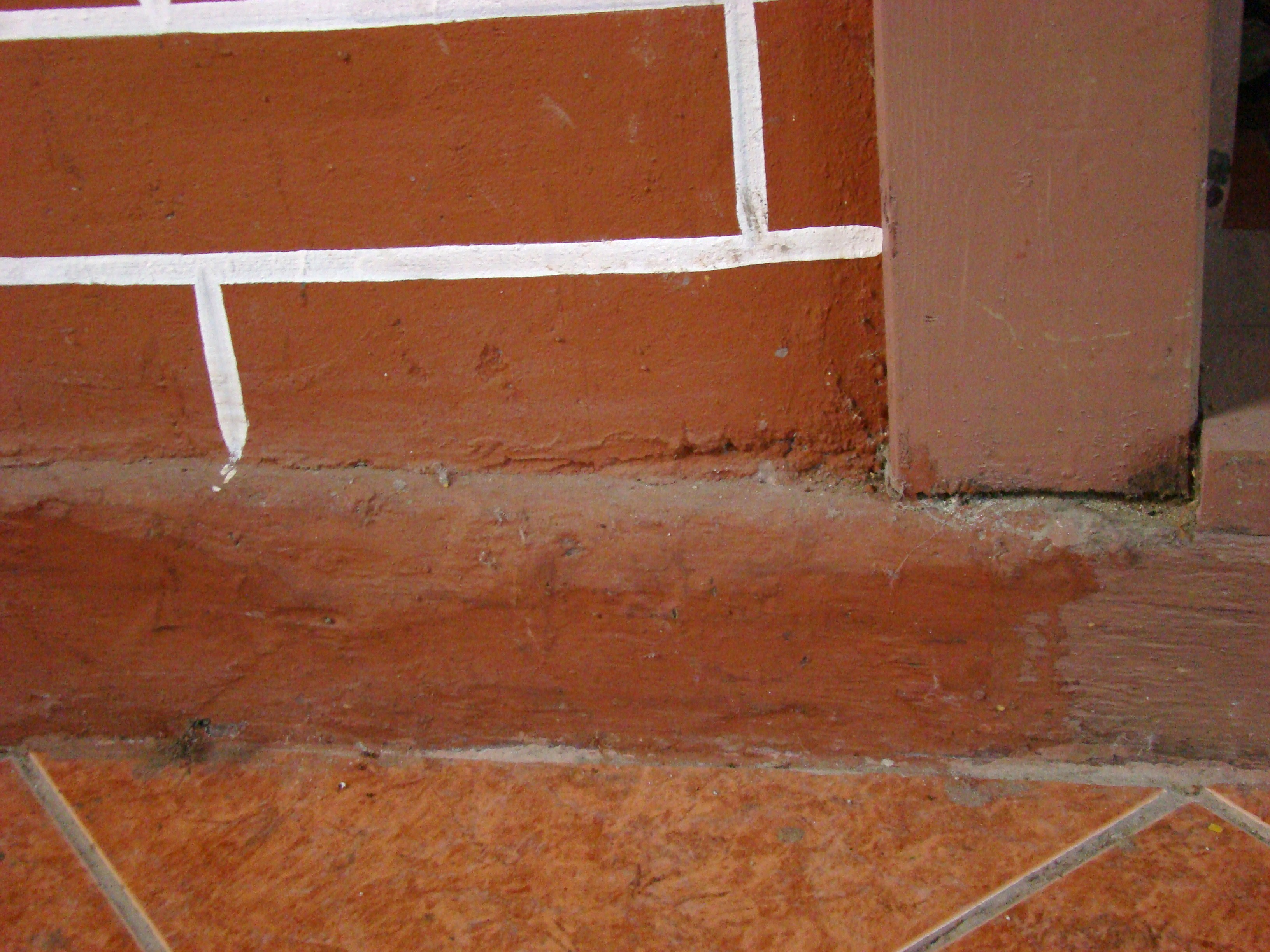
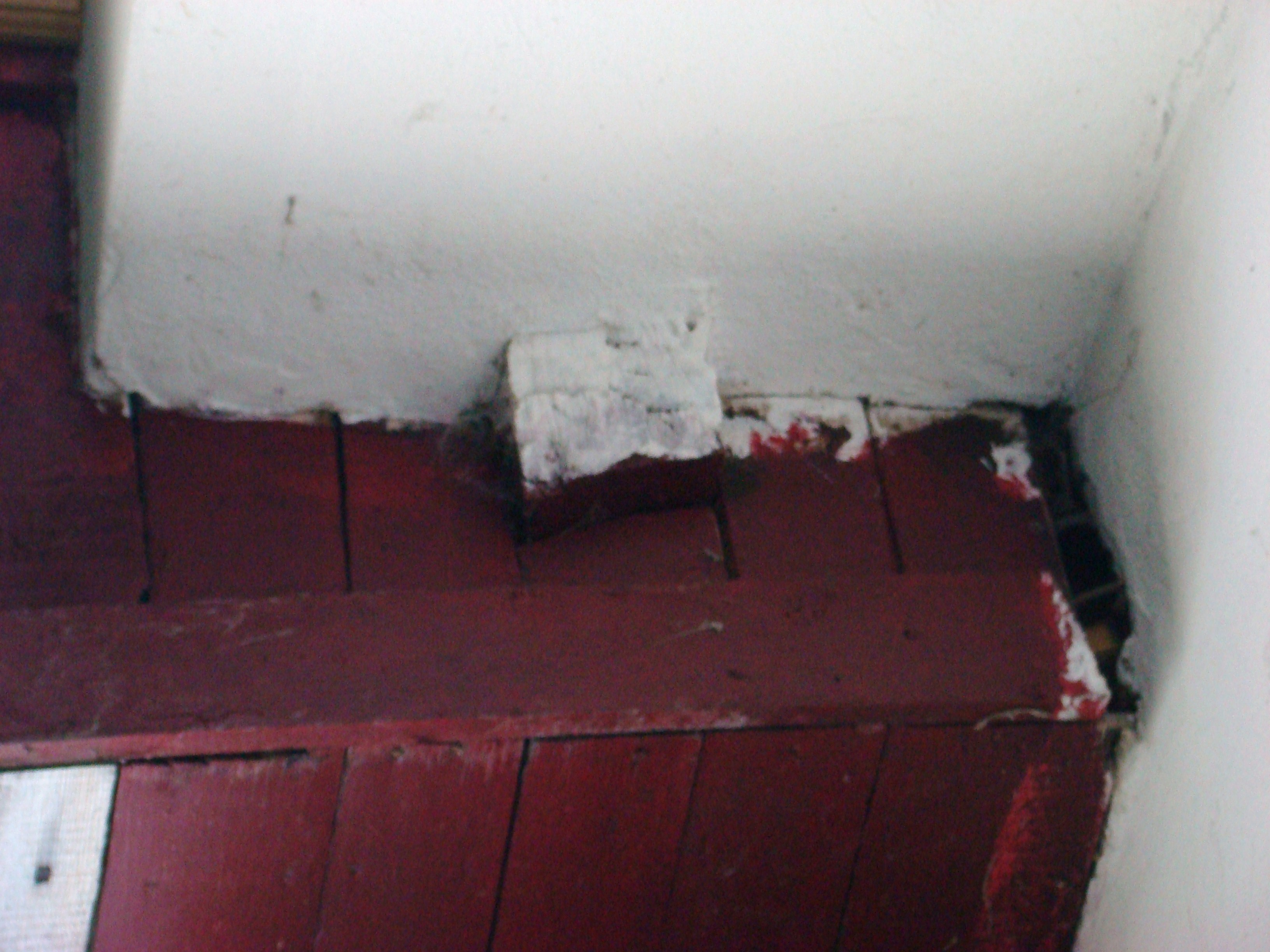